# Коронавірусна хвороба 2019 на круїзних лайнерах
Пандемія коронавірусної хвороби 2019 уже на самому своєму початку поширилась на низку круїзних суден, що пов'язано із особливостями цього типу суден, зокрема й переповненими напівзакритими приміщеннями, швидким переміщенням до нових місць перебування, та обмеженими медичними ресурсами, що сприяло підвищеному ризику інфікування та швидкому поширенню хвороби.
Зареєстрований у Великій Британії круїзний лайнер «Diamond Princess» став першим круїзним кораблем, на борту якого був великий спалах коронавірусної хвороби, з 4 лютого 2020 року корабель перебував близько місяця на карантині в Йокогамі. З 3711 пасажирів та екіпажу близько 700 осіб інфікувалися коронавірусом, з них 9 хворих померли.
Уряди країн та адміністрація портів реагували на спалахи коронавірусної хвороби на круїзних суднах переважно запобігаючи заходу в порти більшості круїзних суден, і радили жителям своєї країни уникати подорожей на круїзних лайнерах. Також велика кількість круїзних ліній припинили свою роботу, щоб стримати поширення хвороби.
Станом на червень 2020 року понад 40 круїзних суден підтвердили виявлення випадків коронавірусної хвороби на своєму борту. Останній круїзний лайнер з пасажирами на борту під час першої хвилі пандемії, Artania, став на якір у своєму порту приписки з останніми 8 пасажирами 8 червня 2020 року. Окрім цього, станом на середину червня 2020 року понад 40 тисяч членів екіпажів залишалися на круїзних лайнерах, частина з них продовжували залишатись в ізоляції. Багато з них не могли репатріюватися, оскільки власники круїзних ліній відмовлялися покрити витрати на репатріацію своїх працівників, а також тому, що різні країни мають різні карантинні вимоги, що часто змінюються. Це стало причиною знаходження у стані стресу великої кількості працівників круїзних лайнерів. Повідомлялося про велику кількість самогубств серед працівників круїзних суден.
Внутрішні круїзи у Великій Британії, які заходили лише в порти на Британських островах, почали відновлюватись у травні 2021 року. Круїзи у США відновилися у червні 2021 року.

## Розподіл підтверджених випадків хвороби на борту корабля
Примітка: Символ розділу («§») зліва від назви судна в таблиці нижче посилається на відповідний розділ на цій сторінці, якщо він існує.
| § | Корабель                 | Пасажири | Екіпаж | Загальна кількість людей | Тестування         | Випадків | Смерті         | Дата першого випадку | Порт приписки             | Порт приписки                  | Власник/оператор         |
| § | Корабель                 | Пасажири | Екіпаж | Загальна кількість людей | Тестування         | Випадків | Смерті         | Дата першого випадку | Док                       | Країна                         | Власник/оператор         |
| - | ------------------------ | -------- | ------ | ------------------------ | ------------------ | -------- | -------------- | -------------------- | ------------------------- | ------------------------------ | ------------------------ |
| § | World Dream              | 1871     | 1820   | 3691                     |                    | 7+5      | 0              | 5 лютого             | Круїзний термінал Кай Так | Китай                          | Dream Cruises            |
| § | Diamond Princess         | 2666     | 1045   | 3711                     | 3618               | 712      | 14             | 4 лютого             | Йокогама                  | Японія                         | Princess Cruises         |
| § | MS Westerdam             | 781      | 747    | 1528                     |                    | 1        | 0              | 13 лютого            | Сіануквіль                | Камбоджа                       | Holland America          |
| § | Grand Princess (details) | 2422     | 1111   | 3533                     | 1103               | 122      | 7              | 9 березня            | Окленд                    | США                            | Princess Cruises         |
| § | A Sara                   | 101      | 70     | 171                      |                    | 45       |                | 7 березня            | Луксор                    | Єгипет                         | «Extension Group»        |
| § | Costa Magica             | 2309     | 945±15 |                          |                    | 2        |                |                      | неподалік Маямі           | США                            | Costa Cruises            |
| § | MS Braemar               | 682      | 38     | 1063                     |                    | 5        |                | 17 березня           | Маріель                   | Куба                           | Fred. Olsen Cruise Lines |
| § | Costa Luminosa           | 1370     | 410    | 1780                     |                    | 36       | 3              | 19 березня           | Марсель                   | Франція                        | Costa Cruises            |
|   | Carnival Valor           |          |        |                          |                    | 1        |                | 15 березня           | Галфпорт                  | США                            |                          |
| § | Silver Explorer          | 111      | 120    | 231                      |                    |          |                | 14 березня           | Кастро                    | Чилі                           | Silversea Cruises        |
| § | Silver Shadow            | 318      | 291    | 609                      |                    | 2        | 1              | 12 березня           | Ресіфі                    | Бразилія                       | Silversea Cruises        |
| § | Norwegian Bliss          |          |        |                          |                    | 1        |                |                      |                           |                                | Norwegian Cruise Line    |
| § | Norwegian Breakaway      |          |        |                          |                    | 3        | 1              | 14 березня           | Порт Канаверал, Флорида   | США                            | Norwegian Cruise Line    |
| § | Celebrity Solstice       |          |        |                          |                    | 20       | 1              | немає                | Сіднейська гавань         | Австралія                      | Celebrity Cruises        |
| § | Ruby Princess            | ~2700    | 1100   |                          |                    | ≥852     | 28             | 19 березня           | Сіднейська гавань         | Австралія                      | Princess Cruises         |
| § | MSC Bellissima           |          |        |                          |                    | 6        |                |                      |                           |                                |                          |
| § | Ovation of the Seas      | ~3000    |        |                          |                    | 79       | 1              | 18 березня           | Сіднейська гавань         | Австралія                      | Royal Caribbean          |
| § | Voyager of the Seas      |          |        |                          |                    | 39       | 2              | 18 березня           | Сіднейська гавань         | Австралія                      | Royal Caribbean          |
| § | Costa Victoria           | 726      |        |                          |                    |          | 1              | 25 березня           | Чивітавекк'я              | Італія                         | Costa Cruises            |
|   | Marella Explorer 2       |          |        |                          |                    |          | 1              | немає                | Бриджтаун                 | Барбадос                       | Marella Cruises          |
|   | Marella Explorer 2       |          |        | 30 березня               | неподалік Прогресо | Мексика  | 1              |                      |                           |                                | Marella Cruises          |
| § | MV Artania               | 800      | 500    | 1300                     |                    | 89       | 4              | 27 березня           | Фрімантл                  | Австралія                      | Phoenix Reisen           |
| § | MV Artania               | 8        | 403    | 411                      | 24 квітня          | 89       | 4              | неподалік Джакарти   | Індонезія                 |                                | Phoenix Reisen           |
|   | Carnival Freedom         | 0        |        |                          |                    | 1        |                | немає                | Галфпорт                  | США                            |                          |
| § | Celebrity Apex           | 0        | 1407   | 1407                     | 1444               | 224      |                | немає                | C. de l'Atlantique        | Франція                        | C. de l'Atlantique       |
|   | Celebrity Infinity       |          |        |                          |                    | 2        | [ комент. 18 ] | немає                | неподалік Тампи           | США                            |                          |
| § | Costa Favolosa           |          | 1009   |                          |                    | 13       | 1              |                      | неподалік Маямі           | США                            | «Costa Cruises»          |
| § | MSC Splendida            |          |        |                          |                    | 1        |                |                      |                           |                                |                          |
| § | MS Sun Princess          |          |        |                          |                    | 1        |                |                      |                           |                                |                          |
| § | MS Zaandam               | 1243     | 586    | 1829                     |                    | 11       | 4              | 2/3 April            | Еверглейдс-Сіті           | США                            | Holland America          |
| § | MV Horizon               |          | ~250   |                          | всі                | ~125     |                | немає                | Порт-Рашид                | ОАЕ                            | Pullmantur Cruises       |
| § | Oasis of the Seas        | 0        |        |                          |                    | 14       | 3              | немаєє               | Маямі                     | США                            | Royal Caribbean          |
| § | Liberty of the Seas      |          | ~1250  |                          |                    | 2        |                | немає                | Галвестон                 | США                            |                          |
|   | Majesty of the Seas      |          |        |                          |                    | ≥1       |                |                      |                           |                                |                          |
|   | MS Riviera               |          |        |                          |                    | ≥1       |                |                      |                           |                                |                          |
| § | Coral Princess           | 1020     | 878    | 1898                     |                    | 12       | 3              | 4 квітня             | Маямі                     | США                            | «Princess Cruises»       |
| § | Disney Wonder            |          |        |                          |                    | ~200     |                | немаєє               | Сан-Дієго                 | США                            | Disney Cruise Line       |
| § | Greg Mortimer            |          |        | 217                      | усі                | 128      | 1              | 10 квітня            | Монтевідео                | Уругвай                        | Aurora Expeditions       |
| § | Pride of America         | 0        | ~500   | ~500                     |                    | 7        |                | немає                | Гонолулу                  | США                            | NCL                      |
|   | Symphony of the Seas     | 0        |        |                          |                    | 31       | 1              | 15 березня           | Маямі                     | США                            |                          |
|   | Celebrity Eclipse        | 2500     |        |                          |                    | 10       | 2              | 30 березня           | Сан-Дієго                 | США                            | Celebrity Cruises        |
|   | MS Black Watch           | 0        |        |                          |                    | 8        |                |                      | неподалік Росайта         | Великобританія                 | FOCL                     |
| § | Celebrity Flora          | 0        |        |                          | 69                 | 48       |                | немає                | острів Балтра             | Еквадор                        |                          |
|   | Costa Fascinosa          |          | 764    |                          |                    | 43       | 3              | немає                | Сантус                    | Бразилія                       |                          |
| § | MS Monarch               |          |        |                          |                    | ≥1       | 1              |                      |                           |                                |                          |
| § | Costa Atlantica          | 0        | 623    | 623                      | ~50 %              | 148      |                | немає                | Нагасакі                  | Японія                         |                          |
|   | MSC Armonia              |          |        |                          |                    | ≥1       |                |                      |                           |                                |                          |
| § | MSC Seaview              | 0        | 615    | 615                      |                    | 86       |                |                      | неподалік Сантуса         | Бразилія                       |                          |
| § | Mein Schiff 3            | 0        | 2899   | 2899                     | all                | 9        |                |                      | Куксгафен                 | Німеччина                      | TUI Cruises              |
| § | MSC Preziosa             |          |        |                          |                    | 2        |                |                      |                           |                                | MSC Cruises              |
| § | Seven Seas Navigator     | 0        | ~450   | ~450                     | 2                  | 2        |                | 21 травня            | Барселона                 | Іспанія                        |                          |
| § | Adventure of the Seas    | 0        | ≥1345  | ≥1345                    |                    | 19       |                | немає                | Фалмут                    | Ямайка                         |                          |
| § | Mein Schiff 1            |          |        |                          |                    | 5        |                | немає                | неподалік Бремергафена    | Німеччина                      | TUI Cruises              |
| § | Roald Amundsen           | 177      | 160    | 337                      |                    | 36       |                | немає                | Тромсе                    | Норвегія                       | Hurtigruten AS           |
| § | MS Paul Gauguin          | 148      | 192    | 340                      |                    | 1        |                | 2 серпня             | Папеете                   | Франція (Французька Полінезія) | Ponant                   |

## Кораблі з підтвердженими випадками на борту

### World Dream

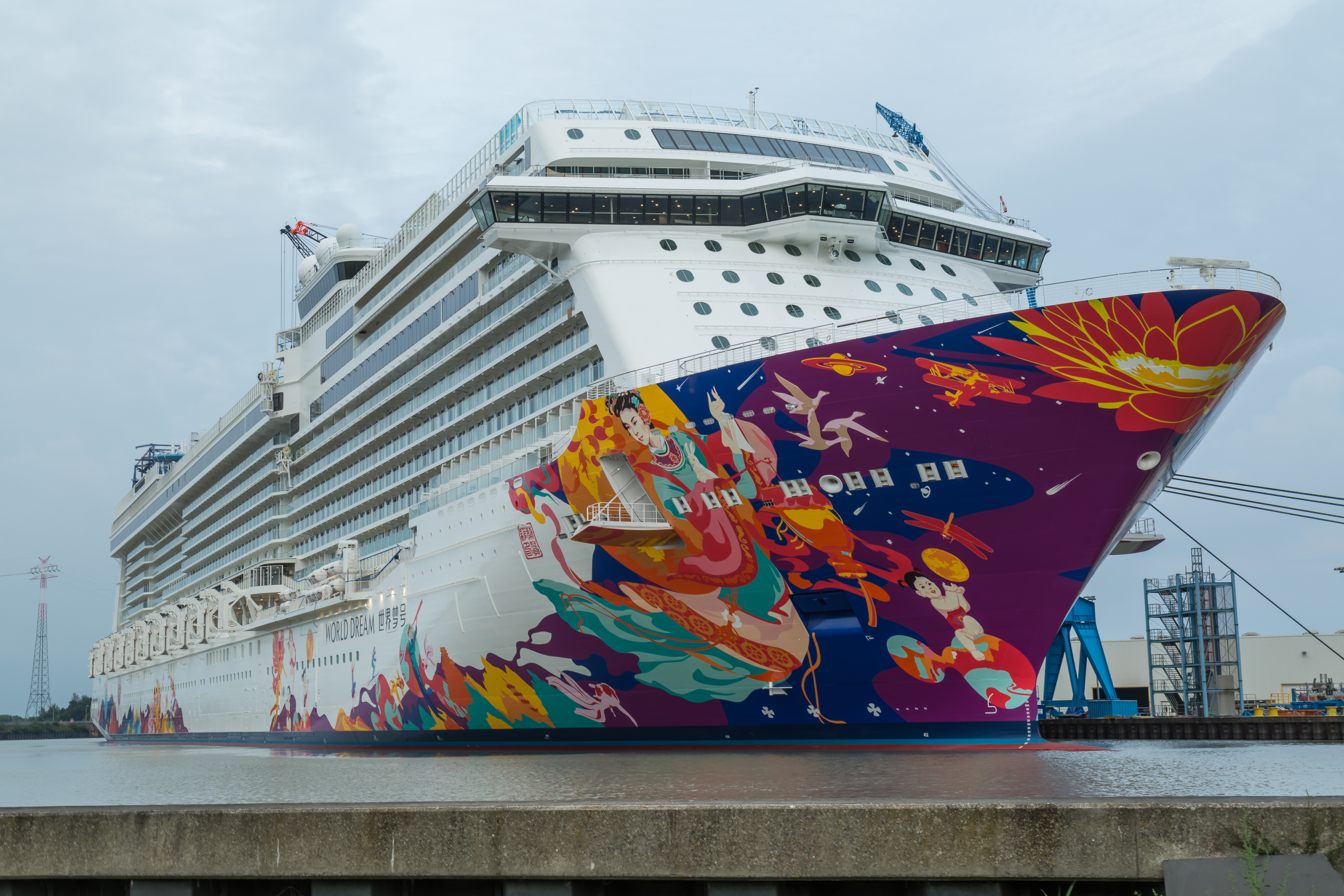
World Dream

Круїзне судно «World Dream» (зареєстроване на Багамських островах, власник компанія Dream Cruises) здійснювало рейс з порту Наньша в Гуанчжоу, до Нячанга та Дананга у В'єтнамі з 19 до 24 січня 2020 року, на борту було 6903 особи, у тому числі 108 з Хубея, з них 28 з Уханя.
24 січня 2020 року судно повернулося до порту Наньша. На митниці в порту проведений температурний контроль всіх пасажирів та екіпажу, що зійшов на берег, у 31 особи взяли проби та обстежили їх на коронавірус, включаючи тих, у кого під час круїзу була гарячка, і тих, хто контактував з підтвердженими випадками хвороби до того, як вони сіли на корабель. Усі результати тестів були негативними, хоча пізніше було підтверджено, що деякі з цих осіб були інфіковані.
Між 24 січня 2020 року та 2 лютого 2020 року корабель здійснив ще 3 круїзи з Гуанчжоу та Гонконгу, включно два «круїзи в нікуди» (без заходу в порти) і один на Філіппіни, хоча пасажири цього рейсу не висадилися в Манілі через протести місцевих жителів у зв'язку зі страхом поширення коронавірусної хвороби.

#### Підтверджені випадки
2 лютого 2020 року корабель відплив з Гонконгу на Тайвань за наявності близько 3800 осіб на борту. Тієї ж ночі круїзну компанію повідомили про наявність підтверджених випадків хвороби в колишніх пасажирів судна. Наступного дня уряд провінції Гуандун офіційно повідомив, що в 3 колишніх пасажирів з рейсу до В'єтнаму підтверджено зараження коронавірусом після висадки. Колишнім пасажирам із круїзу в Китаї було запропоновано звернутися до місцевих лікувальних закладів та піти на карантин.
Станом на 11 лютого 2020 року було підтверджено 12 випадків, пов'язаних із круїзом, у тому числі 1 працівник порту, який тимчасово працював на судні, та 4 родичі пасажирів.

#### Карантинні та профілактичні заходи
Після офіційного повідомлення уряду провінції Гуандун про виявлення підтверджених випадків серед колишніх пасажирів круїзного судна, 4 лютого 2020 року Тайвань заборонив захід корабля в порт Гаосюна у зв'язку з імовірністю завезення коронавірусу. 5 лютого 2020 року «World Dream» повернувся до Гонконгу, і всі 3800 пасажирів та екіпаж, які перебували на борту судна на той час, відправлені на карантин у круїзному терміналі Кай Так. Карантин був знятий 9 лютого 2020 року після того, як в усіх 1800 членів екіпажу підтверджено негативний тест на коронавірус. Більшість пасажирів не проходили тестування, оскільки вони не мали контакту з інфікованими китайськими пасажирами, які перебували на кораблі протягом 19-24 січня.

#### Евакуація членів екіпажу
Після того, як усіх пасажирів висадили на берег, «World Dream» здійснив рейс до Малайзії. Екіпажу не дозволили покинути корабель у кількох країнах після того, як в одного пасажира, який висадився на берег, підтверджено позитивний тест на COVID-19. Кораблю за деякий час дозволили стати на якір біля індонезійського острова Бінтан. Евакуація 188 членів екіпажу — громадян Індонезії — з круїзного судна була здійснена госпітальним кораблем індонезійського військово-морського флоту, пізніше у всіх них підтверджений негативний тест на COVID-19. 28 лютого 2020 року їх направили на 14-денному карантин на безлюдному острові Себару-Кесіль, який належить до групи Тисячі островів неподалік Джакарти.

### Diamond Princess

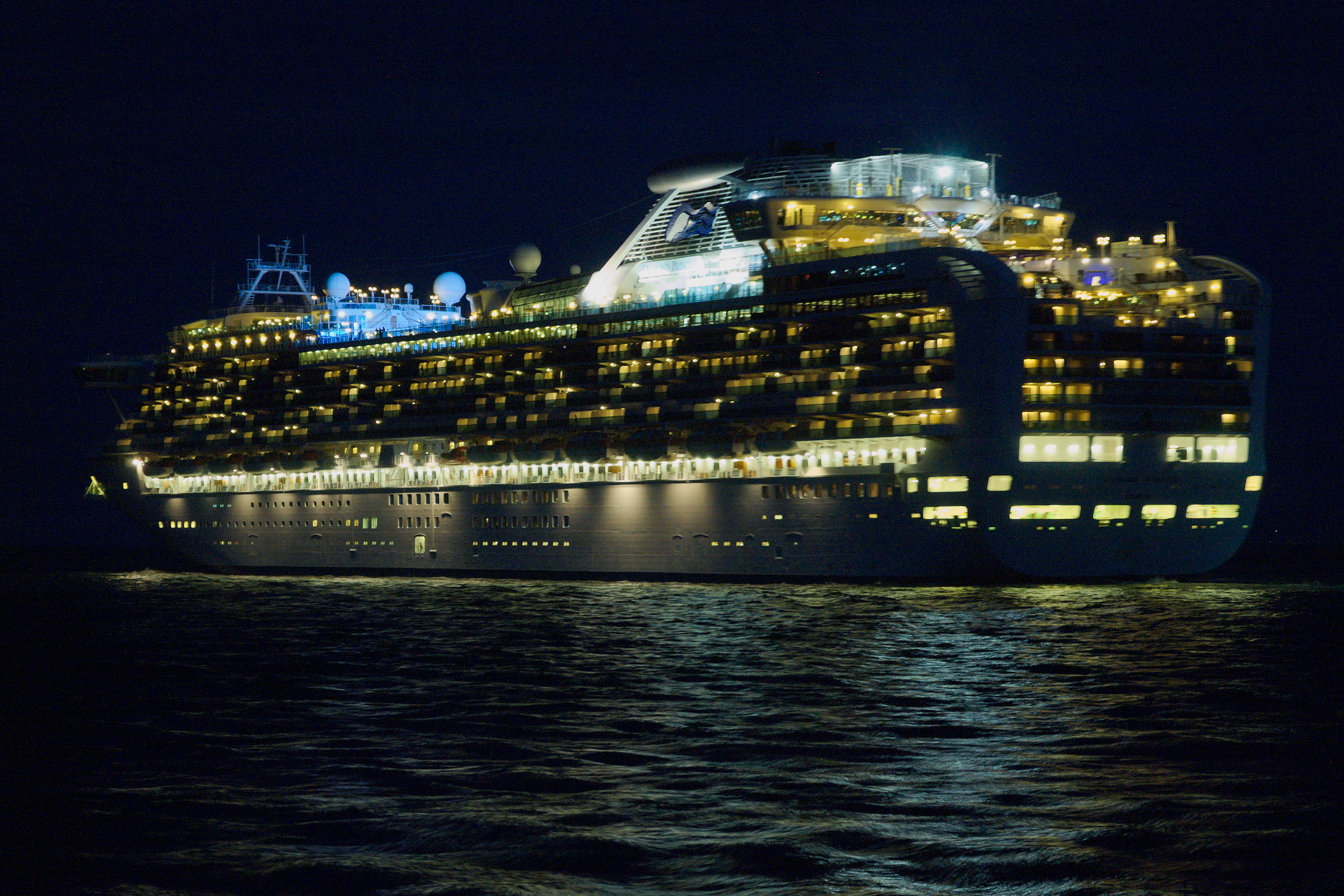
Diamond Princess у 2014 році

4 лютого 2020 року міністерство охорони здоров'я, праці та соціального забезпечення Японії повідомило, що круїзний лайнер Diamond Princess, який пришвартувався в порту Йокогами за день до цього, перебуває на карантині в морі з 10 випадками коронавірусної хвороби на борту.
«Diamond Princess» спочатку вийшов з Йокогами 20 січня 2020 року для продовження круїзного маршруту. 20 лютого 2020 року Всесвітня організація охорони здоров'я заявила, що на корабель припадає більше половини зареєстрованих випадків хвороби у всьому світі за межами Китаю.

### Westerdam

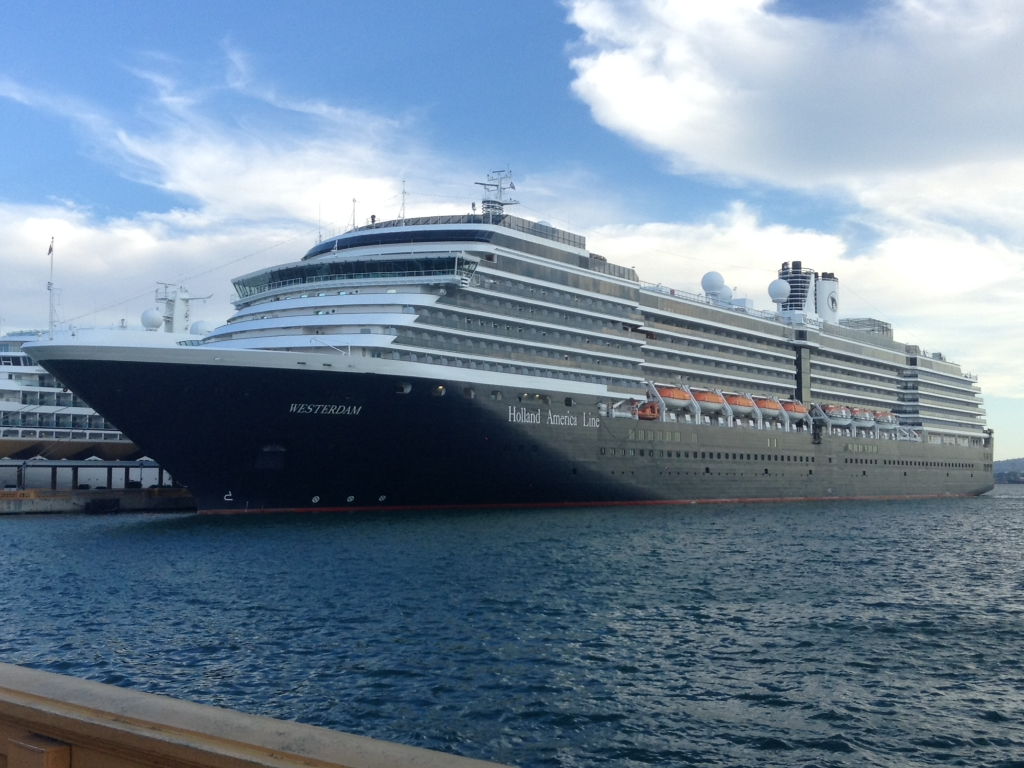
Westerdam 24 листопада 2015 року

У лютому 2020 року круїзному кораблю компанії «Holland America Line» MS Westerdam, що вийшов у море після зупинки в Гонконзі 1 лютого, не дозволили зайти в порти Філіппін, Японії та Гуаму у зв'язку з підозрою на наявність коронавірусної інфекції на борту судна. Після того, як 10 лютого спочатку було отримано дозвіл на висадку пасажирів у Таїланді, судно прямувало до порту Лаем Чабанг поблизу Бангкока, проте наступного дня кораблю відмовлено в заході в порті. Однак, корабель все ще тримав курс на Бангкок, і близько 10:30 ранку за центральноєвропейським часом 11 лютого «Westerdam» проплив неподалік південної частини В'єтнаму. За словами пасажира з Нідерландів Філіпа Кніббе, усім пасажирам двічі вимірювали температуру тіла. У телефонній розмові 11 лютого Кніббе сказав: «Dit schip is virusvrij» (На кораблі немає вірусу). На відміну від судна «Diamond Princess», для всіх, хто перебував на борту судна, карантин не встановлювався, всі могли вільно пересуватися по судну, магазини та ресторани працювали, а також тривала розважальна програма.
Після того, як «Westerdam» отримав відмову в заході до кількох портів, 13 лютого кораблю було дозволено причалити в камбоджійському порту Сіануквіль. На той день тестування проведено лише 20 пасажирам, які поскаржились на погане самопочуття, у всіх них результат тестування був негативним.
15 лютого влада Малайзії повідомила, що у 83-річної громадянки США, який зійшов на берег з "Westerdam"а, та прилетіла у Малайзію 14 лютого, підтверджено позитивний результат на SARS-CoV-2. Другий тест у жінки, проведений за ініціативою власника круїзного корабля та влади Камбоджі, також дав позитивний результат. Попри цю інформацію, прем'єр-міністр Камбоджі Гун Сен відвідав корабель, не рекомендував користуватися масками, та заохочував пасажирів подорожувати містом, спричинивши побоювання, що ці висловлювання призведуть до появи нового вогнища зараження. Пізніше пасажирам корабля «Westerdam» було відмовлено у в'їзді до Таїланду, Сінгапуру, Малайзії, Тайваню та інших країн.
22 лютого, після лікування противірусними препаратами, які мали прогнозовану активність щодо COVID-19, стан здоров'я жінки покращився, і повторний тест SARS-CoV-2 у неї був негативним. Центри з контролю та профілактики захворювань у США спочатку заявили, що жінка ніколи не інфікувалася SARS-CoV-2, але пізніше відкликали заяву, пояснивши, що ЦКЗ (CDC) не має ясності щодо того, чи перше тестування жінки дійсно було позитивним. У зв'язку зі зміною умов перебування хворої невідомо, чи були останні результати хибнонегативними, чи хвора поборола вірус після 72 годин інтенсивного лікування.

### Grand Princess

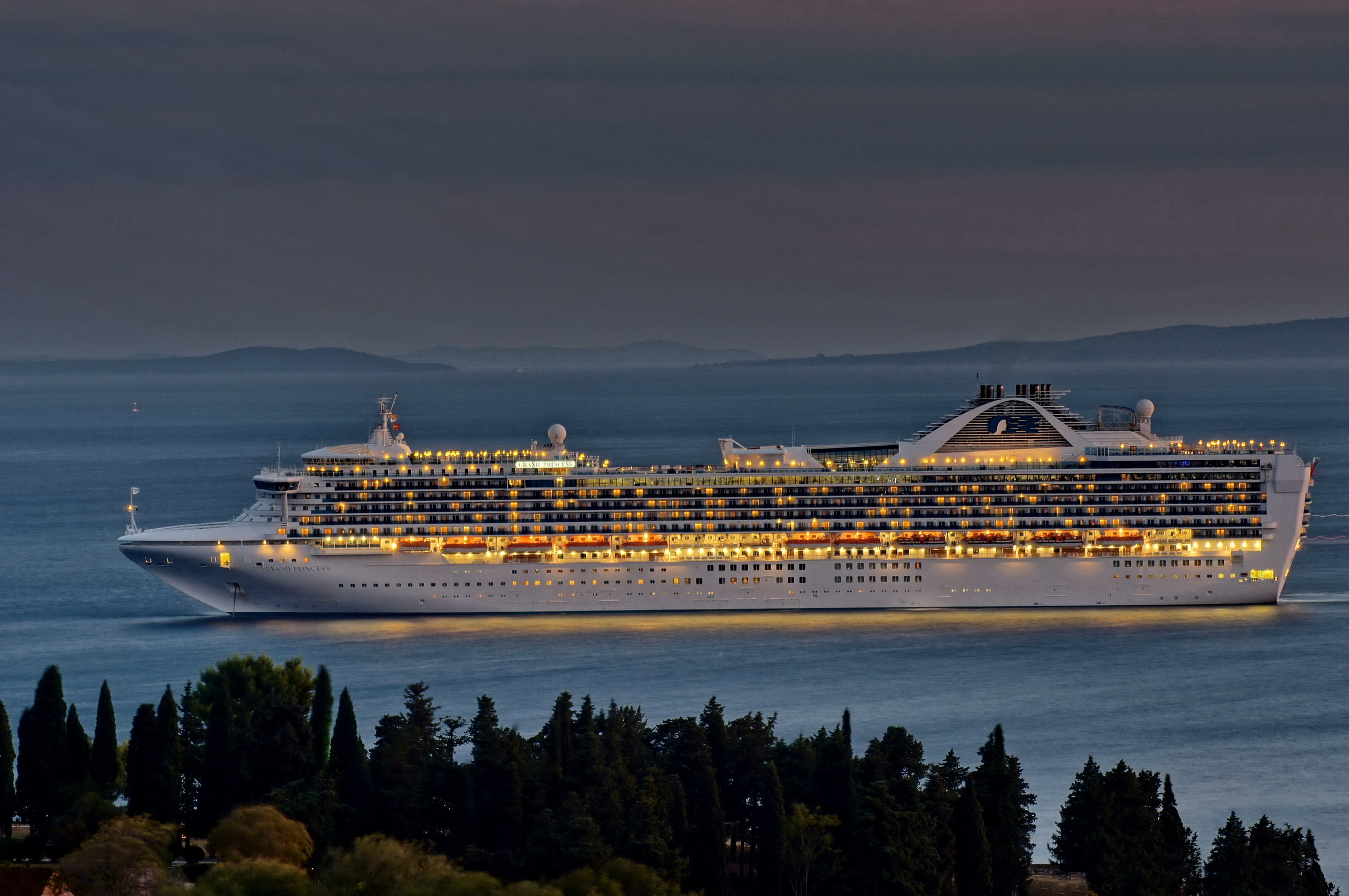
Grand Princess у Спліті в 2011 році

Представники служби охорони здоров'я округу Пласер у Каліфорнії повідомили, що літня мешканка округу з низкою хронічних хвороб, яка померла 4 березня 2020 року, отримала позитивний результат тесту на SARS-CoV-2 після повернення з круїзу по Мексиканській Рів'єрі на круїзному кораблі «Grand Princess» між 11 і 21 лютого 2020 року.
Унаслідок збільшення кількості повідомлень про виявлення позитивних результатів тестування на коронавірус у колишніх пасажирів «Grand Princess», круїзна компанія «Princess Cruises», власниця та оператор корабля «Grand Princess», розпочала співпрацю з Центрами з контролю та профілактики захворювань, урядом Каліфорнії та представниками органів охорони здоров'я у Сан-Франциско, та зупинила рейс судна до порту Енсенада в Мексиці, який був запланований на 5 березня, наказавши кораблю повернутися до Сан-Франциско у зв'язку з імовірністю спалаху хвороби на борту. Частина пасажирів з 4 березня на вимогу Центрів з контролю та профілактики захворювань США знаходились на карантині у своїх каютах. Окрім того, із 3533 осіб на борту корабля (2422 пасажирів та 1111 членів екіпажу) у 11 пасажирів та 10 членів екіпажу спостерігалися симптоми, характерні для COVID-19, а уряд Каліфорнії наказав кораблю залишатися у морі, поки вертолітний підрозділ Національної гвардії не перекинув набори для тестування на COVID-19 на борт корабля.
6 березня віцепрезидент США Майк Пенс повідомив, що з 46 проведених тестувань на кораблі позитивний результат зареєстрований у 19 членів екіпажу та 2 пасажирів, і додав, що судно має зайти до некомерційного порту, де усі ті, хто перебував на борту корабля, за необхідності пройдуть тестування, та будуть утримуватися в карантині, тоді як президент Дональд Трамп, ігноруючи поради експертів, хотів, щоб ті, хто був на борту «Grand Princess», залишалися на кораблі, щоб вони не зараховувалися як випадки на території США, які б у цьому випадку «подвоїлися б через один корабель, зараження на якому відбулось не з нашої вини».
9 березня судно зайшло в порт Окленда, і розпочалась висадка пасажирів. Понад 3000 осіб, які були на борту, включно з пасажирами та екіпажем, що залишився на борту, відправлено на карантин.
До 25 березня 2020 року міністерство охорони здоров'я та соціальних служб США повідомило, що із 1103 пасажирів, яким провели тестування, у 103 підтверджено позитивний результат тестування, у 699 — негативний результат, а решта результатів були ще в роботі.
Станом на 20 квітня 2020 року ні компанія «Princess Cruises», ні Центри з контролю за хворобами, ні міністерство охорони здоров'я не оприлюднили жодних нових результатів тестування пасажирів судна. Крім того, деякі пасажири скаржилися на те, що тижнями чекали результатів аналізів, так і не отримавши їх, а деякі пасажири взагалі не пройшли тестування, навіть якщо у них були симптоми хвороби після висадки на берег, попри попередню заяву віцепрезидента Пенса про те, що всі пасажири мають пройти тестування.
Перший хворий на COVID-19 хворий у Каліфорнії, який незабаром помер, а також перші випадки хвороби в Альберті, Юті і на Гавайських островах, були колишніми пасажирами «Grand Princess».

### River Anuket

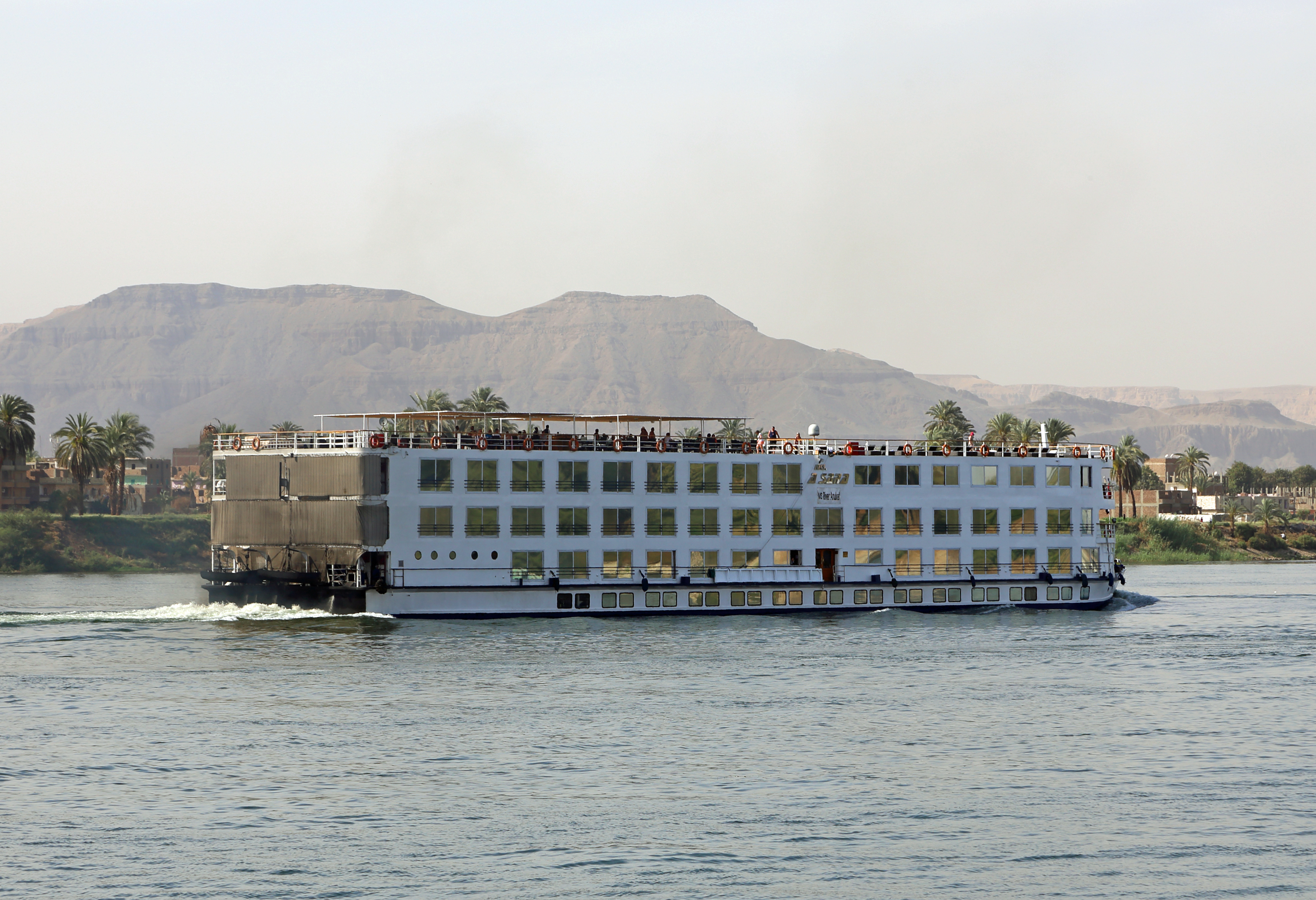
River Anuket у березні 2018 року

Турист з Тайваню, який мав подвійне тайваньсько-американське громадянство, який був пасажиром круїзного судна на Нілі, відомого як «River Anuket» або «Asara», отримав позитивний тест на коронавірус після повернення на Тайвань. Представники Всесвітньої організації охорони здоров'я повідомили єгипетську владу про цей випадок, після чого всі члени екіпажу судна та 150 пасажирів на борту круїзного судна пройшли тестування на SARS-CoV-2. 7 березня 2020 року органи охорони здоров'я повідомили, що, попри відсутність симптомів, у 45 осіб на борту судна підтверджений позитивний тест на коронавірус, і що судно поставили на карантин у доку в Луксорі.

### Costa Magica
12 березня 2020 року повідомлено, що у 2 пасажирів на борту круїзного судна «Costa Magica» підтверджено позитивний тест на COVID-19 під час карантину на Мартиніці. Кораблю, який вплив з Гваделупи з 3300 людьми на борту, було заборонено захід у низку морських портів, зокрема в порти Гренади, Тобаго, Барбадосу та Сент-Люсії, у зв'язку з перебування на борту понад 300 громадян Італії. Пізніше всіх пасажирів з корабля висадили, й на борту залишились лише члени екіпажу. Зрештою, корабель зупинився в 3 милях (4,8 км) від берега неподалік Маямі, і 26 березня берегова охорона США повідомила про евакуацію 6 хворих членів екіпажу з «Costa Magica».

### Braemar

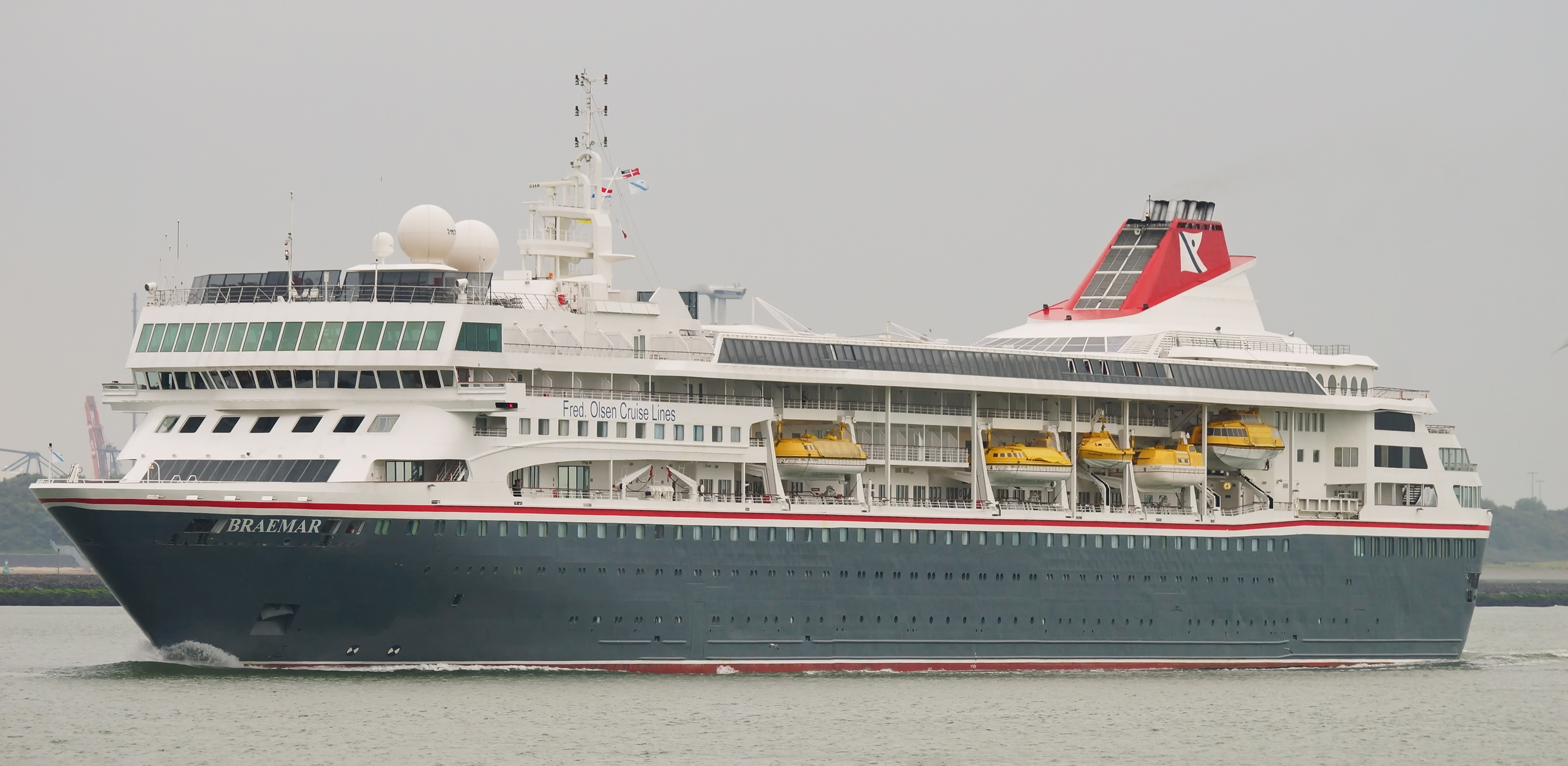
MS Braemar у каналі Ньїве-Ватервег

13 березня 2020 року підтверджено позитивний тест на COVID-19 у 5 пасажирів на борту круїзного судна MS Braemar. Унаслідок цього кораблю заборонили захід до пункту призначення на Багамських Островах. Інфікованих на кораблі виявили після того, як у колишнього пасажира цього круїзного лайнера підтверджено позитивний результат тестування на коронавірус у канадській провінції Альберта. Інфікований пасажир зійшов із судна в Кінгстоні на Ямайці, проте невідомо, де він інфікувався.
Острів Сінт-Мартен також відхилив прохання корабля дозволити висадку пасажирів на берег. Нарешті Куба дозволила кораблю зайти у її територіальні води, та 17 березня провела евакуювала всіх туристів до Сполученого Королівства.

### Costa Luminosa

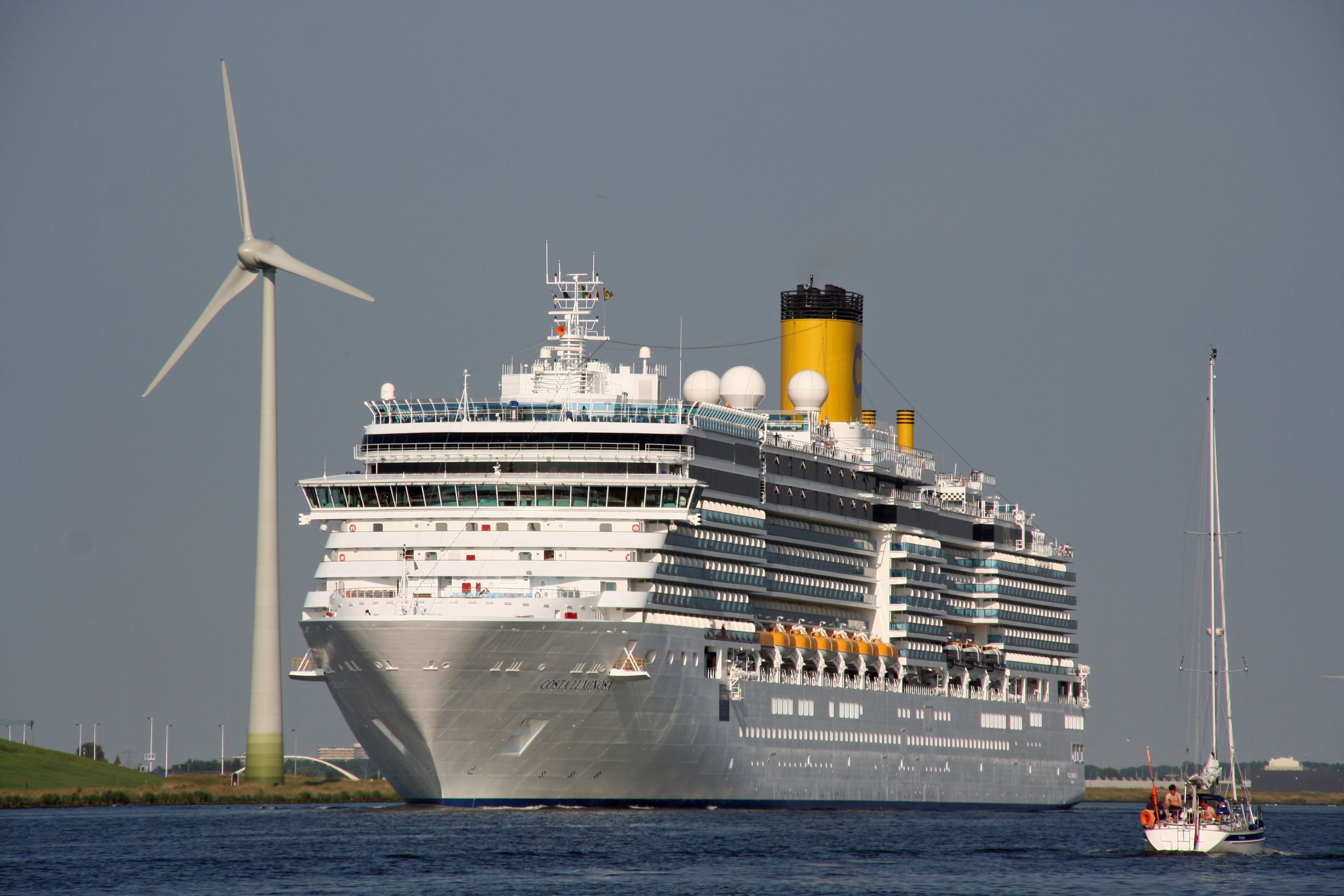
Costa Luminosa в 2010 році

29 лютого 2020 року 68-річний італієць у важкому стані був перевезений з круїзного лайнера Costa Luminosa до лікарні на Кайманових островах у зв'язку з проблемами з серцем. 12 березня управління охорони здоров'я Кайманових островів повідомило, що ця особа стала першим випадком коронавірусної хвороби на Кайманових островах. Через 2 дні повідомлено про його смерть.
8 березня 2020 року 68-річна італійка направлена в карантин на території Пуерто-Рико після тестування на коронавірус. Вона прибула на острів з круїзного корабля Costa Luminosa, який вийшов з Форт-Лодердейла на Флориді. 13 березня в неї, її чоловіка та ще одної особи підтверджено позитивний результат тестування на коронавірус, які стали першими підтвердженими випадками хвороби на Пуерто-Рико.
19 березня з корабля висадили понад 350 пасажирів із США та Канади лише у французькому порту Марсель. Автобусом, а пізніше чартерним літаком їх відправили до центру американського штату Джорджія Атланта без результатів тестування на COVID-19. Під час польоту результати тестування частини пасажирів у Марселі були позитивними, тому ті, чиї результати були позитивними, сиділи на окремих місцях. В міжнародному аеропорту Гартсфілд-Джексон в Атланті пасажирів зустрічали люди в захисних костюмах, які вимірювали температуру тіла, робили візуальну оцінку прибулих, та проводили опитування на наявність симптомів COVID-19. Пасажири без симптомів хвороби могли їхати на митницю, а потім забрати багаж. Частина з цих пасажирів пізніше також отримали позитивний результат на COVID-19, а деякі з них померли. 23 березня зареєстровано 36 підтверджених випадків COVID-19 серед пасажирів, які зійшли з цього круїзного корабля.
21 березня місцеві засоби масової інформації Пуерто-Рико повідомили про смерть італійки, яка була пасажиром Costa Luminosa, та знаходилась на карантині.

### Silver Explorer
Круїзний корабель Silver Explorer став на якір у порту Кастро в Чилі із 111 пасажирами та 120 членами екіпажу, після того, як на борту корабля захворів 83-річний чоловік, після чого в нього підтвердився позитивний тест на коронавірус.

### Silver Shadow
Круїзному кораблю компанії «Silversea Cruises» Silver Shadow була заборонена висадка 608 пасажирів і екіпажу в порту Ресіфі у Бразилії, оскільки зареєстрована підозра на коронавірусну хворобу в 78-річного канадця на борту корабля. Пізніше 2 пасажирів, яких до цього ізолювали в медичному пункті, висадили на берег, і в одного з них підтвердився позитивний тест на коронавірус. Хворий 78-річний канадець 26 березня помер від коронавірусної хвороби. У його дружини також підтвердився позитивний тест на коронавірус.

### Norwegian Bliss
18 березня 2020 року повідомлено, що «Норвезька круїзна лінія» надіслала лист пасажирам, які забронювали круїз на кораблі Norwegian Bliss, що «у 2-річної дитини, яка перебувала в круїзі на борту судна „Norwegian Bliss“ 1 березня 2020 року, підтверджений позитивний результат на COVID-19». Хоча пасажири, які отримали цей лист, заявили, що хочуть перенести час перебування в круїзі, компанія відмовилася задовольнити їхні прохання. Унаслідок цього частина людей, які вирішили не відбувати в круїз, втратили велику суму грошей, а в інших, які вирішили ризикувати можливістю зараження, приєднавшись до круїзу, з'явились симптоми хвороби під час перебування в круїзі.

### Norwegian Breakaway
19 березня 2020 року повідомлено, що «Норвезька круїзна лінія» 18 березня надіслала листа пасажирам норвезького круїзного лайнера Norwegian Breakaway, рейс якого розпочався 7 березня, і закінчився 14 березня 2020 року, що в когось із пасажирів, які перебували на судні під час цього круїзу, підтверджено позитивний тест на коронавірус. 10 березня 2020 року, після появи симптомів та переведення в суднове відділення інтенсивної терапії, пасажир був доставлений машиною швидкої допомоги до лікарні місті Очо-Ріос на Ямайці під час запланованої зупинки, і 13 березня спецтранспортом евакуйований до лікарні Броуард у Форт-Лодердейлі на Флориді, де 15 березня в нього підтверджений позитивний результат тесту на коронавірус. У багатьох інших пасажирів почали з'являтися симптоми хвороби, але проведення тестування пасажирів проходило з труднощами.
Пасажирів цікавило, чому компанія так довго повідомляла пасажирам про виявлення позитивного тесту в пасажира рейсу, оскільки вони почали дізнаватися про цей результат через місцеві джерела новин та соціальні мережі. Пасажири також скаржилися на те, що якби вони були повідомлені раніше про виявлення хворого, вони могли б вжити запобіжних заходів, щоб уникнути подальшого поширення хвороби. Також повідомлялося, що процес висадки був «напрочуд рутинним», а один з колишніх пасажирів заявив, що «перевірка температури фактично не відбувалась, огляду пасажирів не було, запитань ніхто не ставив, взагалі нічого не робили», і що він «просто пішов з корабля, сів на шлюпку і висадився на берег».
24 березня 2020 року «Pittsburgh Post-Gazette» повідомила, що у двох колишніх пасажирів корабля з округу Вестморленд підтверджено позитивний результат тесту на коронавірус. На той час в окрузі було 11 підтверджених випадків хвороби.
9 квітня 2020 року повідомлено, що пасажир, який був доставлений повітряним транспортом до Флориди, помер в палаті ізолятора в лікарні, перебуваючи на апараті штучної вентиляції легень протягом майже 30 днів.

### Celebrity Solstice
20 березня 2020 року міністерство охорони здоров'я Нової Зеландії повідомило, що в 60-річного чоловіка з Окленда, який перебував на круїзному кораблі Celebrity Solstice, підтверджено позитивний результат тестування на коронавірус. Він сів на корабель в Окленді 10 березня, і висадився 15 березня в передмісті Данідіна Порт-Чалмерсі. Усі новозеландці на борту, які повернулися на батьківщину, вважалися такими, що тісно контактували з хворим, та були ізольовані.
23 березня 2020 року департамент охорони здоров'я Тасманії повідомив про випадок хвороби, який висадився в Сіднеї 20 березня. 26 березня 70-річний чоловік із Перта, який був пасажиром «Celebrity Solstice», помер від коронавірусної хвороби в кампусі лікарні Джундалуп. Міністерство охорони здоров'я австралійського штату Новий Південний Уельс повідомило про 11 випадків хвороби з судна станом на 2 квітня, і 17 випадків з судна станом на 9 квітня.
Корабель покинув Австралію 4 квітня 2020 року зі своїм екіпажем, як і чотири інші круїзні судна.

### Ruby Princess

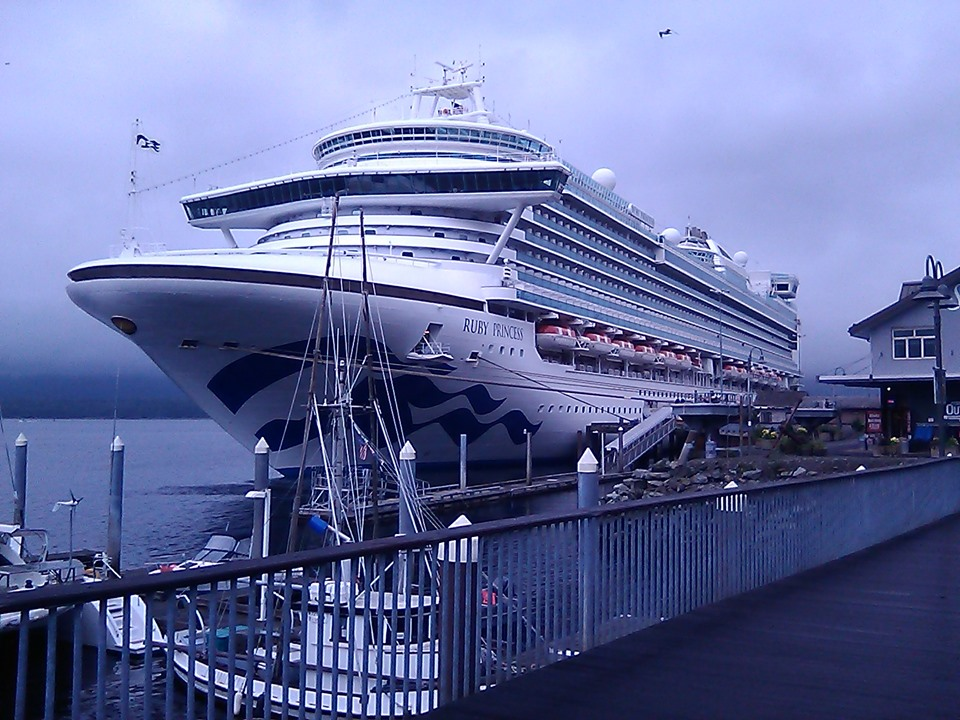
Ruby Princess у порту Кетчикана на Алясці під час 7-денного круїзу по Алясці в серпні 2019 року

З 15 березня 2020 року Австралія заборонила захід круїзних суден, що прибувають із іноземних портів, на свою територію. Проте дозволені винятки з цього правила, щоб дозволити 4 кораблям, які вже знаходились у територіальних водах Австралії, пришвартуватися та висадити своїх пасажирів. 19 березня 2020 року круїзний корабель Ruby Princess, який був одним із 4 кораблів, яким було надано дозвіл на захід у територіальні води Австралії, пришвартувався до закордонного пасажирського терміналу в Сіднеї після круїзу до Нової Зеландії. Круїзне судно було змушене повернутися до Сіднея раніше після того, як деякі пасажири повідомили про проблеми з диханням, але при висадці пасажирів не повідомили, що у когось на борту були якісь симптоми хвороби під час рейсу. 20 березня повідомлено, що в 3 пасажирів та в одного члена екіпажу «Ruby Princess» підтверджено позитивний результат тесту на коронавірус. Корабель став на якір у гавані Сіднея, і пасажири висадилися до того, як підтвердились позитивні результати тестування. Корабель повернувся до Сіднея з 1100 членами екіпажу та 2700 пасажирами, а 13 хворим проведено тестування на коронавірус.
24 березня один хворий, який був пасажиром круїзу з 8 до 19 березня на борту Ruby Princess, помер після встановлення діагнозу коронавірусної хвороби. Станом на 30 березня щонайменше у 440 пасажирів (211 у Новому Південному Уельсі, 71 у Південній Австралії, 70 у Квінсленді, 43 у Західній Австралії, 22 в Австралійській столичній території, 18 у Вікторії, 3 на Тасманії та 2 в Північній Території) було підтверджено позитивний результат тестування на коронавірус. Станом на 2 квітня кількість випадків у Новому Південному Уельсі зросла до 337 пасажирів і 3 членів екіпажу, а загальна кількість випадків пасажирів в Австралії зросла щонайменше до 576. Станом на 4 квітня загальна кількість випадків зросла до 662, 7 колишніх пасажирів Ruby Princess померли. Це становило 1/9 частину від загальної кількості у 5548 підтверджених випадків COVID-19 в Австралії, і за 5 днів частка випадків хвороби з корабля в країні зросла з 1/10 частини до 1/9. До цього списку не увійшли близько 900 пасажирів, які залишили Австралію без проведення тестування. Повідомлено, що ще 3 пасажири з корабля померли в Новому Південному Уельсі і четвертий у Квінсленді 5 квітня. Також повідомлено, що 6 квітня помер чоловік в Західній Австралії. Ще одну смерть зареєстровано 7 квітня на Тасманії, внаслідок чого загальна кількість смертей колишніх пасажирів круїзного судна досягла 13. Повідомлено про 11 випадків вторинної передачі вірусу від осіб, інфікованих на кораблі, які не призвели до смертей. Станом на 13 квітня кількість смертей серед близько 1700 австралійців, які були пасажирами корабля, досягла 18. 13 травня 2020 року кількість смертей досягла 22, у тому числі 2 смерті в Сполучених Штатах Америки. Згідно з запитом до уряду Нового Південного Уельсу, кількість померлих становила щонайменше 28, у тому числі 8 у Сполучених Штатах Америки.
За паспортний та митний контроль на кордоні відповідають Австралійські прикордонні сили, тоді як федеральне міністерство сільського господарства відповідає за біологічну безпеку в Австралії відповідно до федерального закону про біобезпеку 2015 року; проте департамент охорони здоров'я кожного штату має запобігати спалахам хвороб. Відповідальність за порушення взаємозв'язку при занесенні коронавірусної хвороби до Австралії мала визначитись пізніше.
6 квітня Ruby Princess отримала дозвіл пришвартуватися в Порт-Кембла після того, як судно перебувало у морі за межами Сіднея з 20 березня. Станом на 8 квітня екіпаж судна з близько 1000 осіб залишався на борту, у 200 осіб були симптоми грипоподібної хвороби; 18 отримали позитивний результат тесту на COVID-19. 11 квітня служба охорони здоров'я Нового Південного Уельсу повідомила, що з 88 членів екіпажу, які пройшли тестування, у 44, або 50 % з них, підтверджено позитивний результат тестування на COVID-19. З 21 по 23 квітня 542 члени екіпажу зійшли з корабля для репатріації. У 190 членів екіпажу підтверджено позитивний результат тестування на коронавірус. Корабель вийшов з Порт-Кембла 23 квітня. Поліція Нового Південного Уельсу розпочала кримінальне провадження для з'ясування причини надання дозволу на причалювання судна та дозволу пасажирам висадитися без карантину. Слідчі з оперативної групи поліції вилучили реєстратор даних про рейс судна (схожий на бортовий самописець типу «чорного ящика» в літаках).

### MSC Bellissima
21 березня 2020 року представники уряду індійського штату Телангана повідомили, що у 33-річного члена екіпажу MSC Bellissima підтверджено позитивний результат на коронавірус. Повідомлялося, що цей член екіпажу сходив на берег у Дубаї, і на момент повідомлення стан його був стабільний.
24 березня 2020 року повідомлено, що у 3 жителів Азорських островів, які раніше були пасажирами MSC Bellissima під час круїзного рейсу до Дубая з 7 березня 2020 року по 14 березня, підтверджено позитивний результат тестування на коронавірус.
2 квітня 2020 року у 22-річного члена екіпажу MSC Bellissima, який перебував на домашньому карантині в Траппето на Сицилії після повернення з Дубая, повідомив, що того дня у нього підтверджено позитивний результат тестування на коронавірус.
10 квітня 2020 року у танцівниці з австрійського міста Клагенфурта, яка виступала на шоу «Cirque du Soleil» на борту MSC Bellissima, підтвердився позитивний результат тесту на коронавірус під час перебування на борту корабля. За день до того, як танцівниця повинна була виїхати додому, виявлено позитивний результат тестування в одного з членів екіпажу, а результат танцівниці став несподіванкою, оскільки у неї не було симптомів хвороби. Станом на 4 травня 2020 року вона вимушена була перебувати на борту MSC Bellissima протягом 50 днів.

### Ovation of the Seas

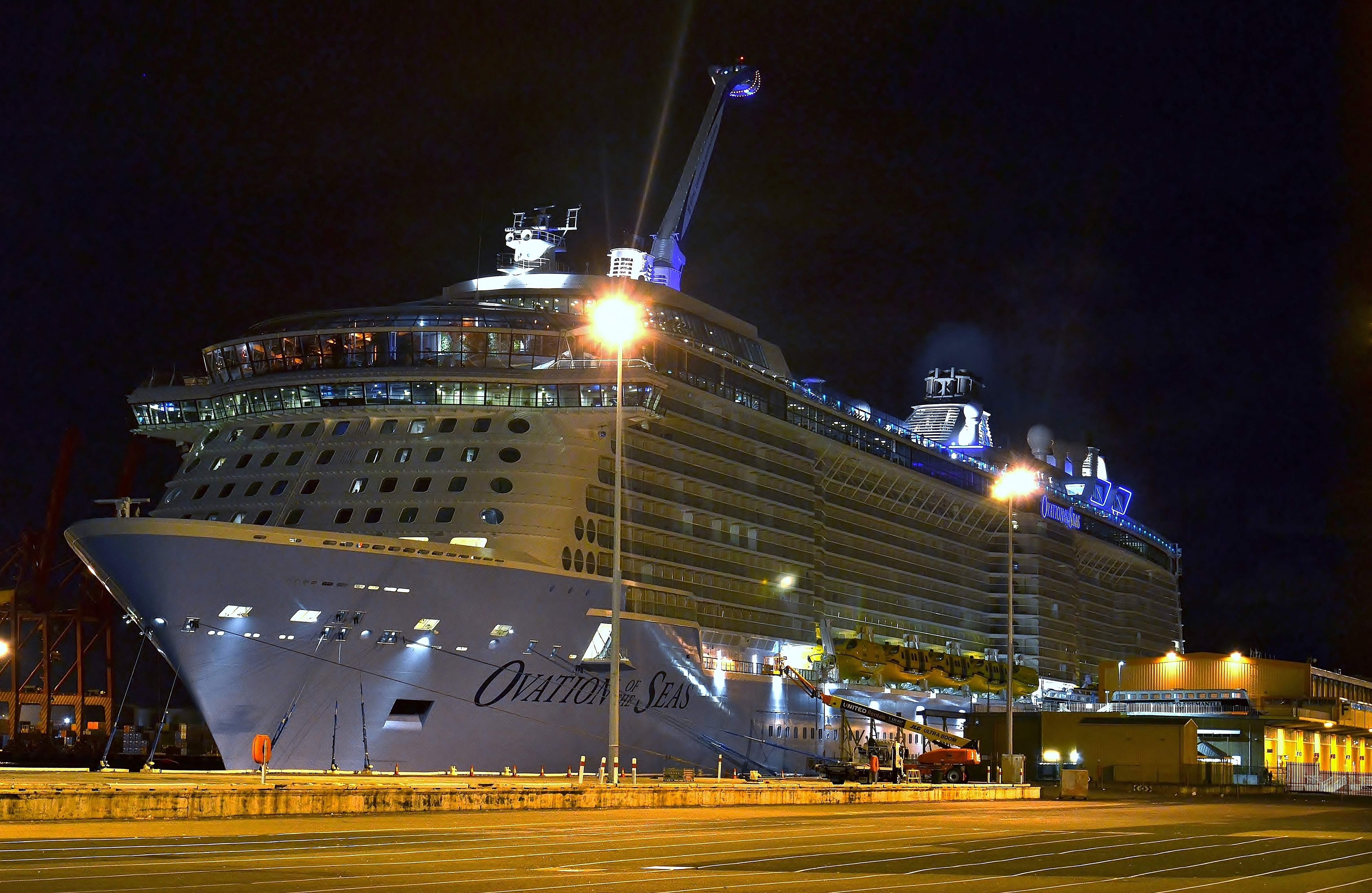
Ovation of the Seas у 2016 році

У березні 2020 року кільком тисячам пасажирів наказали піти на самоізоляцію після висадки з круїзного судна Ovation of the Seas у Сіднеї 18 березня у зв'язку з імовірним інфікуванням COVID-19. 21 березня 2020 року департамент охорони здоров'я Нового Південного Уельсу повідомив про перший випадок коронавірусної хвороби, пов'язаний з Ovation of the Seas. Згодом у 79 пасажирів корабля підтверджено позитивний результат тесту на коронавірус. Станом на 1 квітня корабель знаходився біля берегів Нового Південного Уельсу. Міжнародна федерація працівників транспорту закликала уряд Австралії дати можливість членам екіпажу зійти на берег, щоб пізніше вони могли дістатися до країни свого проживання.
2 квітня 75-річний колишній пасажир судна помер у лікарні Вуллонгонга. Судно відбуло з Австралії 4 квітня 2020 року разом із екіпажем.

### Voyager of the Seas
18 березня 2020 року в Сіднеї висадились на берег пасажири з круїзного судна Voyager of the Seas. 21 березня 2020 року служба охорони здоров'я Нового Південного Уельсу повідомила про перші випадки хвороби, пов'язані з цим кораблем.
Чоловік з Тувумби в штаті Квінсленд, який інфікувався коронавірусом на Voyager of the Seas, після прибуття до міста був направлений до відділення інтенсивної терапії місцевої лікарні, проте помер у лікарні. 2 квітня лише в Новому Південному Уельсі у 34 пасажирів та 5 членів екіпажу судна підтверджено позитивний результат тесту на коронавірус.
4 квітня 2020 року корабель відбув з Австралії разом зі своїм екіпажем.
23 квітня 79-річний новозеландець на ім'я Боб Джеймс помер від коронавірусної хвороби, а його дружина інфікувалась коронавірусом та важко хворіла.

### Costa Victoria
Круїзне судно Costa Victoria покинуло Дубай 7 березня 2020. У громадянки Аргентини на судні підтверджено позитивний результат тесту на коронавірус, і її висадили на берег на Криті. 726 пасажирів судна відправлено на карантин, з якого їх відпустили лише після того, як 25 березня судно пришвартовалося в Чивітавекк'ї поблизу столиці Італії Риму.

### Artania

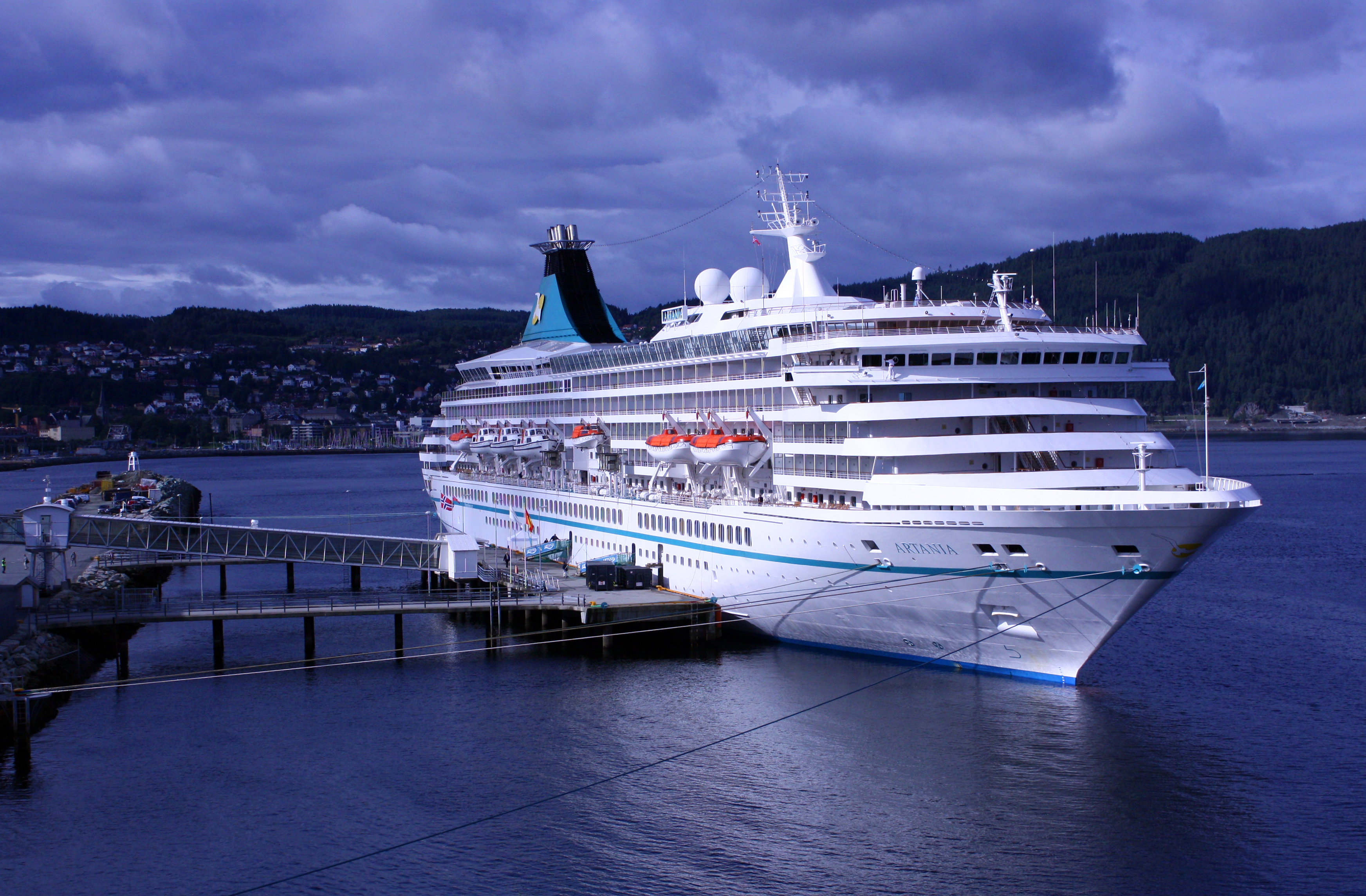
Artania в 2011 році

26 березня 2020 року повідомлено, що у 7 пасажирів круїзного судна MV Artania, яке пришвартувалось біля берегів Західної Австралії, підтверджено позитивний тест на коронавірус. 27 березня корабель пришвартувався у порту Фрімантла в Західній Австралії. Більшість із 850 пасажирів вилетіли з Перта до Німеччини 28 і 29 березня. У 41 пасажира і членів екіпажу підтверджено позитивний результат тесту на COVID-19, і вони перебували на лікуванні в лікарнях Перта. 1 квітня на борту судна було 450 членів екіпажу та близько 10 пасажирів. Австралійський уряд рекомендував судну покинути порт, але екіпаж корабля вимагав залишити судно ще на 14 днів в порту, імовірно, для того, щоб екіпаж міг розпочати лікування, якщо в членів екіпажу з'являться симптоми COVID-19. За даними генерального прокурора Австралії Крістіана Портера, на борту корабля залишились ще 12 пасажирів, самопочуття частини з яких є дуже поганим, і їх стан або характер їх хвороби таких, що вони не можуть перебувати в літаку.
«Artania» покинула Фрімантл 18 квітня. Круїзна компанія заявила, що судно повертається до Німеччини з 8 пасажирами на борту. Спочатку планувалося зробити зупинку 23 квітня 2020 року на індонезійському острові Балі, та 28 квітня 2020 року в столиці Філіппін Манілі, щоб висадити частину членів екіпажу родом з цих країн, перш ніж вирушити до німецького порту Бремергафен зі скелетним екіпажем із 75 осіб, прибуття до якого було заплановано на 31 травня 2020 року.
23 квітня німецький громадянин віком 70 років, який був пасажиром «Artania», помер у Перті в лікарні імені Чарльза Гейрднера, що стало четвертою смертю, пов'язаною з круїзним кораблем.
Станом на 24 квітня 2020 року, 57 індонезійських членів екіпажу зійшли на берег в порту Танджунг-Пріок у Північній Джакарті, та були доставлені в реанімаційний польовий госпіталь, розгорнутий у селищі для спортсменів Кемайоран, де їм проведено тестування на коронавірус, та проводилось спостереження за ними протягом 14 днів. Пізніше того ж дня командувач Об'єднаного регіонального штабу оборони Індонезії Юдо Маргоно повідомив, що у 8 членів екіпажу підтверджено позитивний результат тесту на коронавірус, а в інших 49 членів екіпажу тест був негативним.
Найімовірніше, що 8 пасажирів і 346 членів екіпажу все ще були на борту корабля, коли Artania покинула територіальні води Індонезії. Корабель прибув до Манільської затоки 30 квітня, де 236 членів екіпажу висадилися на берег, перш ніж судно покинуло бухту після 1 травня.
Artania прибула до свого порту приписки Бремергафен з останніми 8 пасажирами 8 червня 2020 року.

### Celebrity Apex

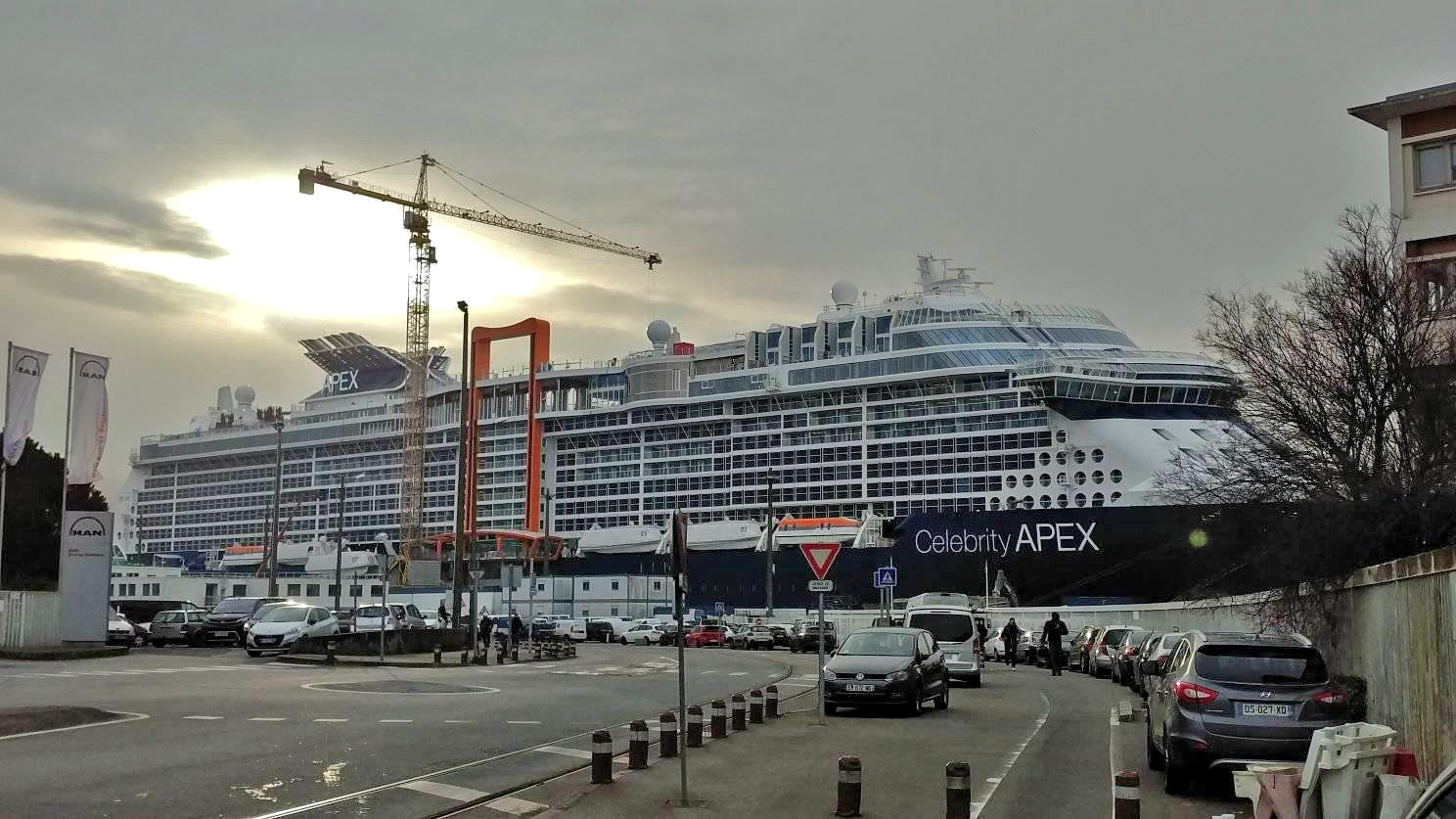
Celebrity Apex будується на корабельні в Сен-Назері.

26 березня 2020 року регіональне агентство охорони здоров'я французького регіону Пеї-де-ла-Луар повідомило, що в 7 членів екіпажу круїзного судна Celebrity Apex підтверджено позитивний результат тесту на коронавірус. На той час Celebrity Apex пришвартувався у корабельні «Chantiers de l'Atlantique» у Сен-Назері, де він був побудований, і чекав прибуття туристів від круїзної компанії «Celebrity Cruises». На той час на борту вже перебувало 1407 членів екіпажу.
До того, як повідомлено про перші випадки хвороби серед екіпажу судна, діяльність екіпажу на борту Celebrity Apex не відображала серйозності поширення пандемії на той час. Зокрема, 21 березня 2020 року на кораблі відбулася велика вечірка, попри те, що за 4 дні до цього, з 17 березня 2020 року у всій Франції вже запроваджено карантин. Проте після того, як виявлено перші 7 випадків хвороби в членів екіпажу, весь екіпаж відправлено на ізоляцію, і їм заборонили залишати корабель.
Наступного дня, 27 березня 2020 року, судно було доставлено до «Celebrity Cruises», що вважалося першою віртуальною доставкою круїзного лайнера, спричиненою пандемією та діючими обмеженнями на поїздки. Тієї ночі повідомлено, що в 29 осіб на борту судна підтверджено позитивний результат тесту на коронавірус, а одна особа була доставлена до лікарні з проблемами з диханням.
Станом на 31 березня 2020 року в 157 осіб на борту підтверджено позитивний результат тесту на коронавірус, 2 особи були госпіталізовані; 7 квітня 2020 року, до початку наступного тижня, у 217 осіб підтверджено позитивний результат тесту на коронавірус, 4 хворих госпіталізовані, з них 2 у відділення інтенсивної терапії; 15 квітня 2020 року, на початок наступного тижня, з 1444 осіб на борту судна у 224 осіб підтверджено позитивний результат тесту на коронавірус.
У зв'язку з тим, що компанія «Celebrity Cruises» відмовилась платити за лікування екіпажу Celebrity Apex під час пандемії, члени екіпажу корабля, в яких підтверджено позитивний результат тесту на коронавірус, 30 березня 2020 року, 14 квітня 2020 року подали позов позову проти круїзної компанії "від імені всіх … членів екіпажу в однаковому положенні, які працюють на борту суден ["Celebrity Cruise"]". У позові заявлено, що «Celebrity Cruises» не надала морякам належні засоби індивідуального захисту, дозволила незалежним підрядникам вільно входити і виходити з корабля, не перевірила осіб, які сідали на борт корабля, на наявність симптомів коронавірусної хвороби, не вжила відповідних карантинних заходів, та серед інших претензій не надала працівникам «швидкої, належної та адекватної медичну допомоги».

### Costa Favolosa
Круїзне судно Costa Favolosa відбуло з Гваделупи. У 6 з пасажирів судна, які висадились на берег, підтверджено позитивний результат тесту на COVID-19. 26 березня 2020 року, коли судно зупинилося в 3 милях від берега неподалік Маямі, берегова охорона США повідомила про евакуацію 7 хворих членів екіпажу з 1009, які залишилися на борту. 8 квітня 2020 року член екіпажу з Індії помер від коронавірусної хвороби після госпіталізації в лікарню Маямі 29 березня.

### MSC Splendida
23 березня 2020 року, близько 14:00 за центральноєвропейським часом, член екіпажу круїзного судна MSC Splendida з Таїланду, яка працювала у буфеті, була евакуйована з корабля рятувальним човном після появи в неї симптомів, що могли свідчити про наявність у неї коронавірусної хвороби, зокрема в неї спостерігалось утруднення дихання. У той час корабель знаходився поблизу острова Сардинія, і прямував до Марселя, щоб висадити всіх своїх пасажирів.
24 березня 2020 року круїзна компанія «MSC Cruises» повідомила екіпажу, що тест на коронавірус у хворого члена екіпажу був негативним. Однак через 2 дні, 26 березня, повідомлено, що хворому члену екіпажу знову провели тестування, і цього разу тест був позитивним. Унаслідок цього 16 членів екіпажу направлені в карантин. Пізніше корабель пришвартувався в Генуї, щоб частина членів екіпажу змогли зійти на берег.
Станом на 1 квітня 2020 року 26 членів екіпажу судна знаходились на карантині, а 3 члени екіпажу мали високу температуру.

### Sun Princess
13 лютого 2020 року судну круїзної компанії «Princess Cruises» Sun Princess не дозволили захід до порту на Мадагаскарі, оскільки воно відвідувало Таїланд менше ніж за 14 днів до цього. 1 березня судно пришвартувалося в порту французького острова Реюньйон, але пасажирів зустрів натовп з близько 30 осіб, які наполягали на огляді пасажирів, і намагалися перешкодити їм покинути район порту. У пасажирів кидали різні предмети, поліція застосувала сльозогінний газ. Компанія «Princess Cruises» заявила, що не було жодних доказів наявності хворих на COVID-19 на кораблі.
26 березня 2020 року департамент охорони здоров'я Західної Австралії повідомив, що у пасажира Sun Princess підтверджено позитивний результат тесту на коронавірус.

### Zaandam і Rotterdam
Круїзне судно MS Zaandam компанії «Holland America» сіло на мілину біля берегів Чилі після того, як кораблю з 14 березня заборонили захід до портів. З 1829 осіб (1243 пасажири, 586 членів екіпажу) на борту 13 пасажирів і 29 членів екіпажу захворіли хворобою з «симптомами, схожими на грип». Судно відпливло до порту Еверглейдс у штаті Флорида, сподіваючись пришвартуватися в порту 30 березня з 77 хворими на борту станом на 24 березня. Четверо пасажирів померли, чекаючи дозволу на проходження судна через Панамський канал, тоді ж кількість хворих на борту зросла до 148. Спочатку судну було відмовлено у проходженні через Панамський канал у зв'язку з великою кількістю хворих на борту, але 28 березня 2020 року міністерство охорони здоров'я Панами дозволило і судну Zaandam, і судну Rotterdam пройти через Панамський канал до місця призначення на Флориді. 28 березня пасажирів без симптомів хвороби і частину медичних працівників перевезли із судна Zaandam на судно Rotterdam, коли обидва кораблі стояли на якорі за 13 кілометрів (8 миль) від берега. 53 пасажири та 85 членів екіпажу на борту судна Zaandam повідомили про появу в них симптомів грипу. 31 березня кількість хворих на кораблі досягла 193.
Rotterdam слідував за Zaandam на шляху до Флориди. 28 березня 2020 року невідома кількість пасажирів із Zaandam була перевезена на інше судно. У той час в екіпажі судна Zaandam було 4 лікарі і 4 медсестри, тоді як на судні Rotterdam було 2 лікарі і 4 медсестри.
Станом на 30 березня 2020 року компанія «Holland America» не отримала дозволу на причалювання обох суден в порту Еверглейдс неподалік Форт-Лодердейла, як планувалося раніше. Згідно з повідомленням «Associated Press», мер міста Дін Транталіс сказав, що він не хотів, щоб корабель причалив поблизу його міста, принаймні без серйозних запобіжних заходів. Губернатор Флориди також вагався щодо дозволу заходу судна Zaandam у Форт-Лодердейл, тому що штат вже мав подібну ситуацію під час пандемії; станом на 31 березня 2020 року рішення не було прийнято. Президент компанії «Holland America» публічно закликав прийняти судно, і висловив стурбованість тим, що різні порти в кількох країнах не хотіли надавати постраждалим суднам продукти та медичні засоби.
1 квітня 2020 року президент США Дональд Трамп заявив, що «ми повинні допомогти людям» [на кораблях], і що ведуться переговори про те, щоб Канада та Сполучене Королівство «організували рейси, щоб забрати своїх громадян з кораблів». У новинах від 2 квітня повідомлялося, що того дня суднам буде дозволено причалити до порту Еверглейдс. Круїзна компанія створила умови для того, щоб пасажири, які мали повернутися на батьківщину, вилітали зафрахтованими літаками з пересадкою безпосередньо з корабля на автобус, а потім на літак. На судні Zaandam залишилось 442 пасажирів, а на судні Rotterdam 808 пасажирів. У 107 пасажирів і 143 членів екіпажу з усього 1186 членів екіпажів були симптоми грипу, тих, у кого була легка форма хвороби, помістили на карантин у каютах, і їх мали відправити додому пізніше. Весь екіпаж, незалежно від їхнього стану, мав залишатися на борту суден.
У звіті від 4 квітня зазначено, що 14 важкохворих з кораблів були доставлені до місцевих лікарень, а іншим дозволили зійти на берег до часу, коли були доступні рейси до місця їх проживання.

### Horizon

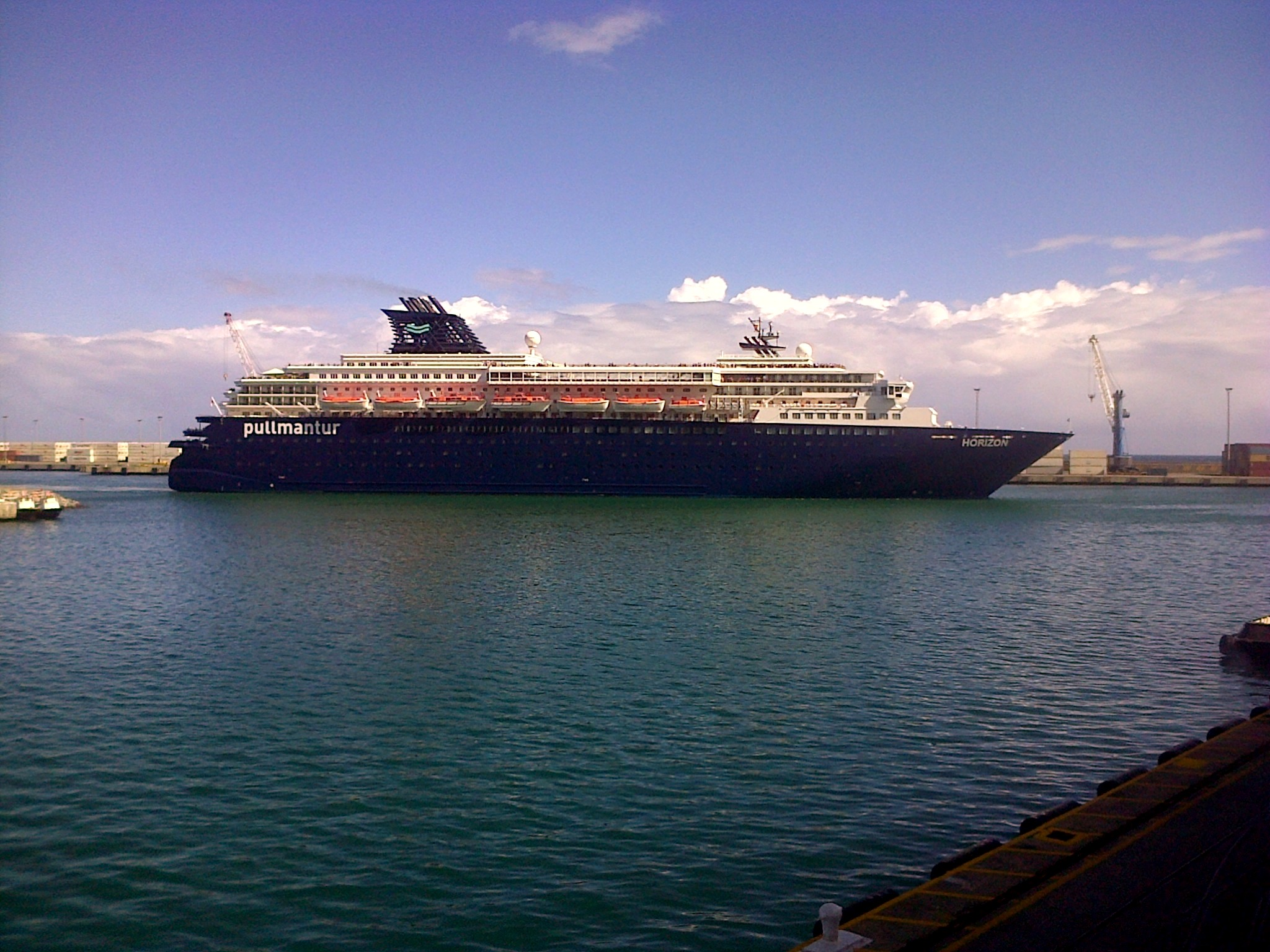
Horizon в 2013 році

28 березня 2020 року неназваний член екіпажу судна Horizon повідомив, що 26 березня 2020 року у одного з членів екіпажу підтверджено позитивний результат тесту на коронавірус. 15 березня 2020 року судно з близько 250 членами екіпажу та підрядниками на борту пришвартувалося в порту Рашид в Дубаї, після чого екіпаж був ізольований та знаходився на карантині. 20 березня 2020 року інший член екіпажу повідомив, що з 20 протестованих на коронавірус членів екіпажу у 11 було підтверджено позитивний результат. 4 квітня 2020 року інший член екіпажу повідомив, що починаючи з 2 квітня 2020 року всі члени екіпажу проходили тестування на коронавірус, а 4 квітня 2020 року результати були передані членам екіпажу окремо. Майже половина або й більше половини екіпажу мали позитивний результат тестування.

### Oasis of the Seas
29 березня 2020 року газета «Miami Herald» повідомила, що в 14 членів екіпажу круїзного судна Oasis of the Seas підтверджено позитивний результат тесту на коронавірус. У той час судно з середини березня стояло на якорі поблизу порту Маямі. Пасажирів пересадили на рейси до їх країн, але судно залишилося в цьому районі. Станом на 10 квітня 2020 року протягом тижня до найближчих лікарень були доставлені 7 членів екіпажу. Один із членів екіпажу, філіппінський бармен, помер від COVID-19 18 квітня. Інший член екіпажу, 41-річний індонезійський офіціант, помер від хвороби в лікарні Форт-Лодердейла 20 квітня. Третій член екіпажу, що працював на кораблі найдовше з них, та відповідав за роботу сміттєспалювальної камери, помер у лікарні округу Бровард вранці 3 травня.

### Liberty of the Seas
30 березня 2020 року офіційні особи порту Галвестона підтвердили, що у 2 членів екіпажу круїзного судна Liberty of the Seas підтверджено позитивний результат тесту на коронавірус. Один з них не мав симптомів хвороби, та залишився на карантині на борту корабля, а інший, в якого були виражені симптоми хвороби, після виходу на берег був госпіталізований в лікарню в Галвестоні. Судно вийшло з порту в той же день, і повернулося в порт 15 квітня 2020 року, провівши приблизно 2 тижні біля берегів Техасу.

### Coral Princess
На початку квітня 2020 року новинні агентства, що круїзне судно Coral Princess з 1020 пасажирами та 878 членами екіпажу, частина з яких мали симптоми хвороби, подібної на грип, очікувало на отримання отримати дозволу на пришвартування в Порт-Еверглейдс у Форт-Лодердейлі, щоб пасажири могли зійти на берег. У новинах від 2 квітня 2020 року зазначалося, що пасажирів посадили на ізоляцію в їх каютах після того, коли компанія помітила на борту більшу, ніж зазвичай, кількість випадків, схожих на грип. У звітах тоді вказувалося, що з 13 пасажирів і членів екіпажу, яким провели тест на COVID-19 на борту Coral Princess, у 12 тест був позитивним. Офіційні особи округу Бровард штату Флорида заявили, що плану дій для вирішення цієї ситуації ще не розроблено.
У другій половині дня 4 квітня судно Coral Princess перенаправлено і, нарешті, пришвартувалося в порту Маямі з понад 1000 пасажирів та 878 членами екіпажу на борту. Агентство новин CNN того вечора повідомило, що 2 пасажирів судна померли, а частина з них хворі, у тому числі в 12 з них був позитивний тест на COVID-19. Ті, хто не був хворий, повинні були зійти на берег після того, як будуть доступні рейси до їх місця проживання. Очікувалося, що це займе кілька днів. У наступному випуску новин пізніше того вечора було сказано, що 4 пасажирів планувалося доставити до лікарень Флориди, і додано, що 67 особам не дозволено зійти на берег.
6 квітня стало відомо про смерть третього пасажира. До того дня 684 пасажири зійшли на берег, тих, хто потребував медичної допомоги, зняли з судна, а 274 все ще знаходились на Coral Princess. Частина пасажирів чартерними рейсами вирушили до Канади, Каліфорнії, Австралії та Великобританії; інші пасажири мали залишити Флориду наступного дня.
Судно вийшло з порту Маямі 10 квітня 2020 року зі своїм екіпажем і 13 пасажирами з різних країн, які не змогли повернутися до своїх країн через обмеження транспортного сполучення. Пункт призначення корабля не розкривався, але виявилося, що спочатку корабель мав залишитися в морі на період карантину.

### Disney Wonder

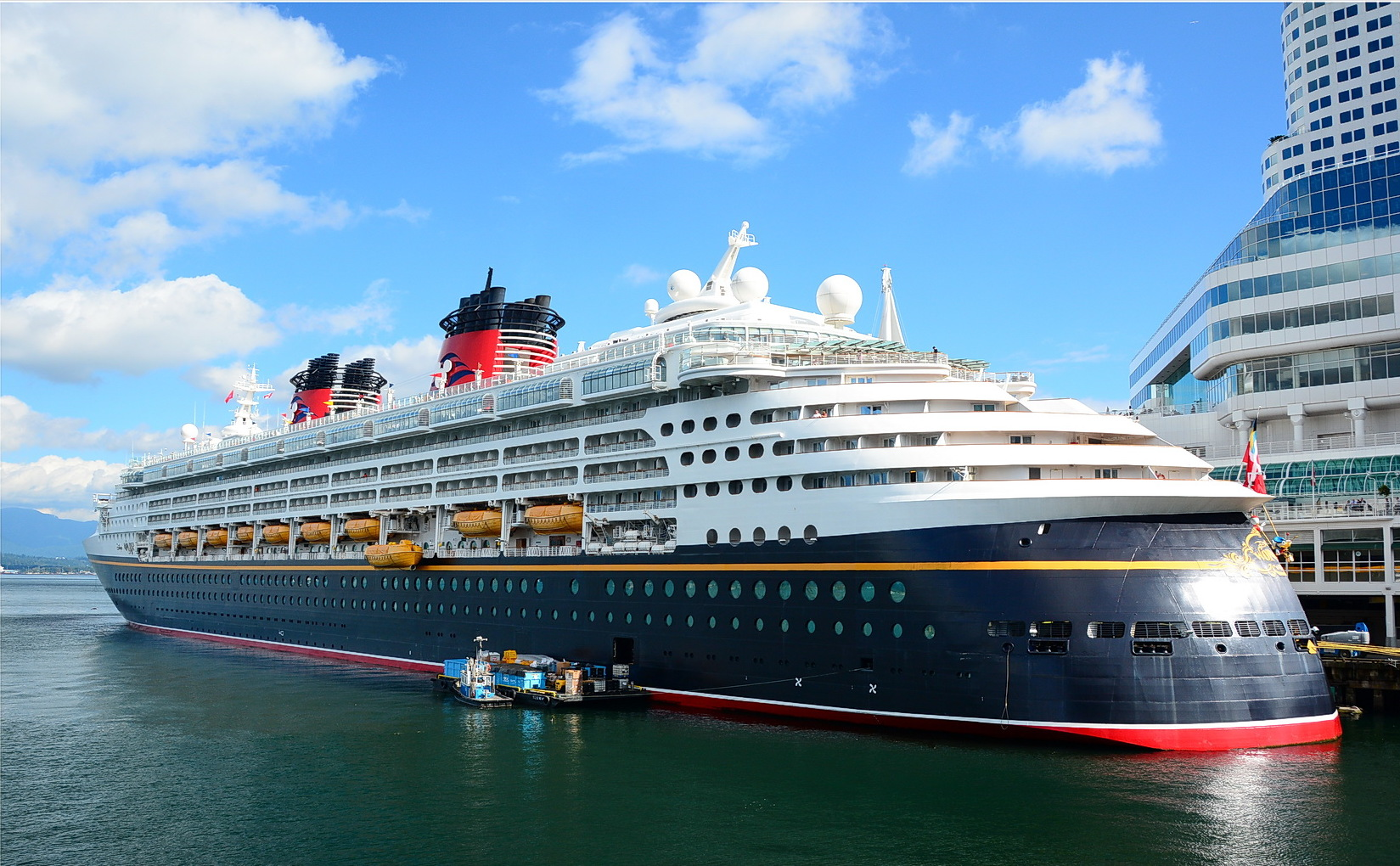
Disney Wonder у 2014 році.

19 березня 2020 року круїзне судно Disney Wonder прибуло до порту Сан-Дієго, де зійшли на берег 1980 пасажирів; не було повідомлень про те, що у когось з пасажирів були симптоми, схожі на грип. За повідомленням агентства «Cruise Law News» станом на 5 квітня, за свідченнями неназваних осіб на кораблі, у 38 членів екіпажу підтверджено позитивний результат тестування на коронавірус. Однак представники круїзної компанії «Disney Cruise Line» повідомили іншим засобам масової інформації, що в жодного члена екіпажу не підтверджено позитивний результат тестування.
Пасажир, який 20 березня зійшов на берег у Сан-Дієго, повідомив, що жодних заходів щодо запобігання передачі інфекції, зокрема під час висадки не проводилось опитування щодо стану здоров'я або вимірювання температури, і що єдиний медичний огляд був проведений лише під час реєстрації, за два тижні до прибуття в порт.
У середині травня 2020 року екіпажу судна знову протестували на коронавірус, і у близько 200 членів екіпажу підтверджено позитивний результат тестування.

### Greg Mortimer
7 квітня 2020 року круїзне судно Greg Mortimer, на якому знаходилось 114 пасажирів, застряг в територіальних водах Уругваю на тиждень, і звернувся за допомогою після того, як у пасажирів з'явилися низка симптомів хвороби, зокрема гарячка, що змусило владу країни заборонити висадку пасажирів. Після того, як 1 квітня уругвайські медики піднялися на борт круїзного лайнера для проведення тестування пасажирів, персоналу та екіпажу, при цьому у 81 особи підтверджено позитивний результат тестування на COVID-19, 6 хворих на COVID-19 були евакуйовані з корабля та переведені до лікарень.
У випуску новин від 8 квітня зазначено, що судно ще не отримало дозволу на причалювання в порту, хоча влада Уругваю організувала евакуаційний рейс до Австралії та Нової Зеландії. На той момент у 128 осіб на судні підтверджено позитивний тест на COVID-19. 6 хворих були доставлені до лікарні в Монтевідео. Пасажирам з Європи та Америки, в яких підтверджено позитивний тест, не дозволялося виїздити на батьківщину, поки їх наступний тест не був негативним.
10 квітня 2020 року кораблю вдалося пришвартуватися в Монтевідео. Загалом 112 пасажирів (96 австралійців і 16 новозеландців) були доставлені гуманітарним коридором автомобілів швидкої допомоги та автобусів до міжнародного аеропорту Монтевідео Карраско, де вони сіли на борт чартерного літака авіакомпанії Hi Fly Airbus A340-300, який прямував до Австралії. 12 квітня уранці літак приземлився в Мельбурні, після чого всіх пасажирів відправили на 14-денний карантин у готелі.
Двоє австралійців залишилися в Уругваї, оскільки вони перебували в реанімаційному відділенні місцевої лікарні. Пасажири з інших країн також залишалися на борту судна в очікуванні переговорів про їх евакуацію з представниками їх країн.

### Pride of America
Департамент транспорту Гавайських островів повідомив 8 квітня 2020, що в 6 членів екіпажу круїзного судна MS Pride of America підтверджено позитивний результат тестування на коронавірус. Два члени екіпажу були доставлені до лікарні для лікування, а інші хворі були ізольовані на борту корабля. Пізніше було оголошено про ще один випадок хвороби, завдяки чому загальна кількість випадків хвороби на кораблі досягла 7.
Після призупинення круїзних рейсів для запобігання поширенню хвороби, Pride of America не перевозить пасажирів з 14 березня 2020 року, після чого тривалий час корабель був пришвартований у гавані Гонолулу, його порту приписки, на борту корабля залишилось 500 членів екіпажу. Планувалося, що корабель вирушить на материк, щоб зайти в сухий док з близько 200 членами екіпажу, а інші 300 членів екіпажу повернуть на батьківщину.

### Celebrity Flora
14 квітня 2020 року комітет з надзвичайних ситуацій провінції Еквадору Галапагоські острови повідомив, що 69 членів екіпажу корабля Celebrity Flora пройшли тестування на коронавірус, і 48 тестів виявились позитивними. Хворі члени екіпажу залишилися на ізоляції на борту корабля, який пришвартувався біля острова Бальтра. Нові випадки збільшили загальну кількість випадків хвороби на островах до 72.

### Monarch
14 березня Панама репатріювала 1504 колумбійських туриста з круїзного лайнера MS Monarch. Оскільки колумбійський порт Картахена був закритий, туристам довелося летіти з панамського міста Колон. Близько 300 осіб ще чекали на квитки на корабель. 17 квітня 2020 року член екіпажу з Гондурасу помер від коронавірусної хвороби в лікарні в місті Панама. Його евакуювали для надання медичної допомоги у зв'язку з проблемами з диханням, і в лікарні в нього підтвердився позитивний результат тесту на коронавірус.

### Costa Atlantica

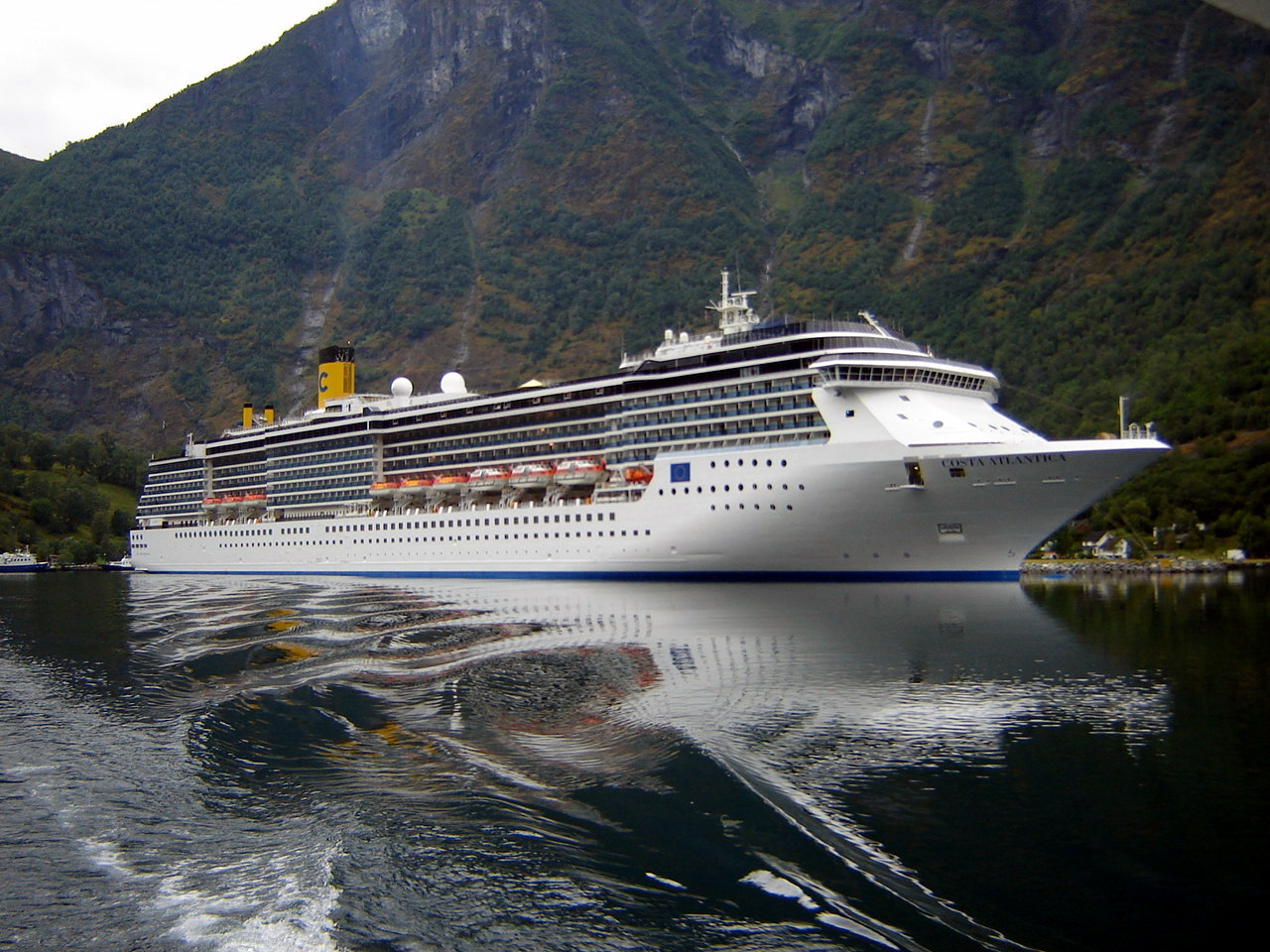
Costa Atlantica в 2009 році

20 квітня 2020 року було повідомлено про позитивний тест на коронавірус на борту судна Costa Atlantica, який знаходився на причалі в районі Коягі на корабельні «Mitsubishi Heavy Industries Nagasaki Shipyard» в Нагасакі, де він перебував на ремонті з 20 лютого по 25 березня 2020 року. Лікарі забрали зразки біоматеріалу від 4 хворих з підозрою на коронавірусну хворобу, та провели ПЛР-тести, унаслідок яких виявлено 3 негативні результати та один позитивний. 14 квітня 2020 року у хворого з позитивним тестом піднялася температура тіла. У близько 20 інших членів екіпажу почалася гарячка за тиждень до повідомлення про перший випадок.
На момент виявлення першого випадку хвороби на Costa Atlantica було 623 члена екіпажу, і не було пасажирів. 56 членів екіпажу мали тісний контакт з підтвердженим випадком хвороби. Усіх їх помістили на карантин, і всім заплановано проведення ПЛР-тестів. Префектура Наґасакі розглядала питання про можливу допомогу з боку Сил самооборони, щоб впоратися з ситуацією на борту корабля.
22 квітня 2020 року посадові особи префектури повідомили, що з 56 проведених додаткових тестів на коронавірус ще у 33 членів екіпажу підтверджено позитивний результат, внаслідок чого загальна кількість випадків хвороби на борту корабля досягла 34. Інші 23 тести членів екіпажу виявились негативними. 23 квітня повідомлено, що загалом 48 тестів серед членів екіпажу дали позитивний результат, причому 14 з позитивних випадків були кухарями або офіціантами. 24 квітня чиновники повідомили, що в 91 члена екіпажу підтверджено позитивний результат тестування, один хворий був госпіталізований. Офіційні особи також відзначили, що хоча корабель знаходився на карантині відразу після прибуття до Японії, а членам екіпажу судна заборонили залишати територію порту, якщо їм не потрібно відвідати лікарню, частина членів екіпажу покинули порт, не повідомивши про це офіційних осіб.
25 квітня телебачення Нагасакі повіомило, що на кораблі виявлено 57 нових випадків хвороби, внаслідок чого загальна кількість випадків хвороби досягла 148. Станом на 4 травня кількість випадків хвороби зросла до 149. Ті члени екіпажу, в яких результат тесту був негативний, розпочали відбувати з Японії 4 травня. 31 травня, після того як у всіх інших членів екіпажу тести на вірус дали негативний результат, круїзний лайнер вирушив з Нагасакі до Маніли.

### MSC Seaview
30 квітня 2020 року газета «A Tribuna» повідомила, що Бразильське агентство санітарного нагляду підтвердило виявлення у 10 членів екіпажу судна MSC Seaview' позитивного результату тесту на коронавірус. Корабель став на карантин у порту Сантус того ж дня незабаром після повідомлення про виявлення хворих.
5 травня 2020 року агентство «Empresa Brasil de Comunicação» повідомило, що на той момент на кораблі було 80 підтверджених випадків хвороби, у ще 30 із 615 членів екіпажу на борту зареєстровано підозру на коронавірусну хворобу. Пізніше того ж дня кількість підтверджених випадків хвороби на кораблі зросла до 86.

### Mein Schiff 3
1 травня 2020 року круїзна компанія «TUI Cruises» підтвердила, що у члена екіпажу на борту їх корабля Mein Schiff 3 підтверджено позитивний тест на коронавірус. На той час судно знаходилося в німецькому порту Куксгафен з 2899 членами екіпажу на борту, кількість, зазвичай дуже незвичайна для круїзного судна, але була результатом того, що компанія вирішила перевести членів екіпажу з інших суден, зокрема Mein Schiff 4 і Mein Schiff 6, на цей корабель. Члени екіпажу корабля Mein Schiff 3 гучно скаржилися на безгосподарність і загальне нерозуміння ситуації керівництва компанії, а також на труднощі дотримання ізоляції на такому переповненому кораблі. Також було зазначено, що заява компанії «TUI Cruises» містила низку неточностей.
Станом на 3 травня 2020 року всім членам екіпажу Mein Schiff 3 проведено тестування на коронавірус, 8 тестів дали позитивні результати, а близько третини тестів все ще знаходились у роботі. Ці тести було оброблено до 6 травня 2020 року, виявлено ще 9 випадків хвороби.

### MSC Preziosa
1 травня 2020 року «CrewCenter» повідомив, що у 2 членів екіпажу на борту круїзного судна MSC Preziosa підтверджено позитивний результат тестування на коронавірус. Про перший позитивний результат екіпажу повідомлено 30 квітня 2020 року, а про другий — 1 травня. Позитивні результати стали несподіванкою для багатьох членів екіпажу, оскільки вже більше ніж місяць, з 23 березня, ніхто з пасажирів не сідав на борт корабля, а всі члени екіпажу із 11 квітня, тобто вже майже 3 тижні тому, ізолювались у гостьових каютах.

### Seven Seas Navigator
21 травня 2020 року повідомлялося, що в жінки — члена екіпажу круїзного судна Seven Seas Navigator — підтверджено позитивний результат тесту на коронавірус, і що другий член екіпажу також мав симптоми коронавірусної хвороби. Згодом корабель попросив дозволу увійти в порт Барселони, і міністерство охорони здоров'я як виняток надало судну дозвіл на захід у порт. Після пришвартування в порту обидвом хворим членам екіпажу провели серологічні тести, і в обох результат тесту був позитивним. Обидвох хворих членів екіпажу ізолювали, а решту приблизно 450 членів екіпажу корабля помістили на карантин.

### Adventure of the Seas
22 травня 2020 року агентство «Loop Jamaica» повідомило, що в 5 членів екіпажу круїзного судна Adventure of the Seas, який нещодавно прибув на Ямайку, підтвердився позитивний результат тестування на коронавірус. Судно пришвартувалося у ямайському порту Фалмуті 19 травня 2020 року після дрейфу у водах Карибського моря в очікуванні дозволу на захід у порт, оскільки Ямайка закрила свої кордони. На борту корабля перебували 1044 члени екіпажу з Ямайки, усіх вони підлягали поверненню на батьківщину та проведення тестування на коронавірус, решті понад 300 членів екіпажу, які були громадянами інших країн, не дозволили висадитися на берег.
Станом на 24 травня 2020 року в 9 членів екіпажу підтверджено позитивний результат тестування на коронавірус; загалом станом на 26 травня у 19 членів екіпажу підтверджено позитивний результат тестування, а в 624 підтверджено негативний результат.

### Mein Schiff 1
21 липня 2020 року агентство «Cruise Law News» повідомило, що воно отримало заяву від членів екіпажу круїзного судна Mein Schiff 1, що в 7 членів екіпажу підтверджено позитивний результат тесту на коронавірус. Компанія «TUI Cruises» планувала відновити відправку круїзних рейсів із серії «Блакитних круїзів», коротких круїзів тривалістю в кілька днів, які не зупинялися, окрім прибуття в порт відправлення. Mein Schiff 1 мав вийти з порту Кіль 31 липня 2020 року, але компанія «TUI Cruises» скасувала рейс, посилаючись на проблеми із вчасним формуванням екіпажу через обмеження на подорожі у зв'язку з пандемією коронавірусної хвороби. Однак агентство «Cruise Law News» дізнався додаткову інформацію від членів екіпажу, і двоє членів повідомили, що екіпаж уже зібраний, але справжня причина скасування поїздки полягала в 7 позитивних результатах тестів, усі в членів екіпажу, які лише нещодавно приєдналися до команди. Видання «Der Kreuzfahrttester» запропонувало третю можливу причину скасування: «TUI Cruises» не змогла знайти достатньо людей, охочих працювати на компанію, через те, що компанія не зуміла впоратися з кризою під час пандемії коронавірусної хвороби.
Перший після тривалої перерви круїз на борту Mein Schiff 1 був перенесений на 3 серпня 2020 року.
Зрештою, 29 липня 2020 року компанія «TUI Cruises» визнала, що у 5 членів екіпажу судна Mein Schiff 1 підтверджено позитивний результат тестування на коронавірус.

### Roald Amundsen
31 липня 2020 року Університетська лікарня Північної Норвегії повідомила, що в 4 членів екіпажу круїзного судна MS Roald Amundsen підтверджено позитивний результат тестування на коронавірус.
Норвезька круїзна лінія «Hurtigruten AS» стала першою в світі морською круїзною лінією, яка відновила круїзні рейси після початку пандемії коронавірусної хвороби, а круїзний корабель MS Otto Sverdrup відплив з Бергена до Кіркенеса ще 16 червня 2020 року. Корабель круїзної лінії «Hurtigruten AS» Roald Amundsen відновив круїзні рейси 17 липня 2020 року, розпочавши семиденний круїз у обидва кінці з Тромсе до Шпіцбергена, після чого розпочався інший круїз, який вирушив у рейс 24 липня.
За кілька днів до повернення в Тромсе 31 липня двом членам екіпажу стало погано, і їх ізолювали. Після прибуття до Тромсе їм провели тестування на коронавірус, і в обидвох результати тесту були позитивними. Унаслідок цього всі решта 160 членів екіпажу також підлягали проходженню тесту на коронавірус.
Багато хто з пасажирів судна вже висадилися на берег і поверталися додому ще до того, як з'явилася новина про інфікованих членів екіпажу, причому один водій автобуса заявив, що він відвіз 28 пасажирів з цього судна в аеропорт за кілька годин до того, як з'явилася новина. Деякі пасажири заявили, що вперше дізналися цю новину через онлайнові засоби масової інформації. Круїзна компанія заявила, що вони повідомлятимуть пасажирів обох круїзів про потенційний ризик інфікування коронавірусом для них за допомогою SMS. На борту круїзного корабля 17 липня було 209 пасажирів, і 177 пасажирів було на борту круїзного судна 24 липня.
Пізніше того вечора з'ясувалося, що у пасажира з Вестеролена на борту круїзного судна 17 липня був позитивний тест на коронавірус за кілька днів до цього, і що 29 липня чиновник з Вестеролена чітко поінформував щонайменше 4 осіб з круїзної компанії, а також повідомив про це Норвезький інститут громадського здоров'я про цей випадок хвороби, і рекомендував повідомити всіх пасажирів в той же день, однак круїзна компанія вважала, що підстав для хвилювання немає.
Усі 177 пасажирів на борту круїзного судна 24 липня, і всі 160 членів його екіпажу мали піти на карантин. Спочатку планувалося, що Roald Amundsen знову вирушить у плавання на Шпіцберген того ж дня, але круїз був скасований, а наступний рейс судна було заплановано на початок вересня.
Наступного дня, 1 серпня, мер Тромсе Гуннар Вільгельмсен повідомив, що ще в 29 членів екіпажу підтверджено позитивний результат тестування на коронавірус, тобто загалом у 33 осіб на борту судна підтверджено позитивний результат тестування. Пізніше того ж вечора мер Тромсе підтвердив, що на даний момент на судні у 36 осіб підтверджено позитивний результат тестування, включаючи одного пасажира. Мер був не задоволений заходами, які круїзна компанія «Hurtigruten» запровадила у відповідь на поширення хвороби, та заявив, що на його думку пасажирів слід було поінформувати та помістити на карантин до того, як судно прибуде до Тромсе, і що він стурбований тим, що може статися серйозний спалах хвороби, оскільки пасажири вештались неподалік міста ще до того, як їм повідомили про хворих членів екіпажу. Член парламенту Норвегії від Тромсе Кент Гудмундсен сказав, що він шокований з приводу того, як круїзна компанія повелась у цій ситуації, а міністр охорони здоров'я та догляду Бент Хойе високо оцінив зусилля Тромсе та інституту громадського здоров'я у стримуванні поширення хвороби. Унаслідок спалаху хвороби могли постраждати до 69 муніципалітетів, і чиновники все ще не змогли зв'язатися з 20 із 177 пасажирів, які перебували на борту круїзного судна 27 липня до вечора.
Станом на 3 серпня 2020 року у 4 пасажирів двох круїзів підтверджено позитивний тест на коронавірус.

### Paul Gauguin
1 серпня 2020 року агентство «Polynesie la 1ère» повідомило, що на борту круїзного судна MS Paul Gauguin було виявлено випадок коронавірусної хвороби. Того ж дня пасажирам повідомили про випадок, і корабель негайно розвернувся, пропустивши наступний захід до порту в Рангіроа, і повернувся до Папеете. Усім пасажирам було запропоновано залишатися у своїх каютах аж до доставки їжі.
Корабель вийшов з Таїті 30 липня і зробив зупинку на Бора-Бора до того, як власник круїзного судна компанія «Compagnie du Ponant» дізналася про безсимптомний випадок коронавірусної хвороби у 22-річної американки-пасажирки. Під час зупинки і пасажири, і екіпаж змогли висадитися і спілкуватися з місцевими жителями Бора-Бора протягом двох днів.
Після того, як вранці 2 серпня круїзне судно повернулося в Папеете, всіх 148 пасажирів і 192 члени екіпажу помістили на карантин. Хвора американка без симптомів хвороби, яка подорожувала з матір'ю, тест якої був негативним, разом з матір'ю була доставлена до готелю, де їх помістили на ізоляцію.

### SeaDream I

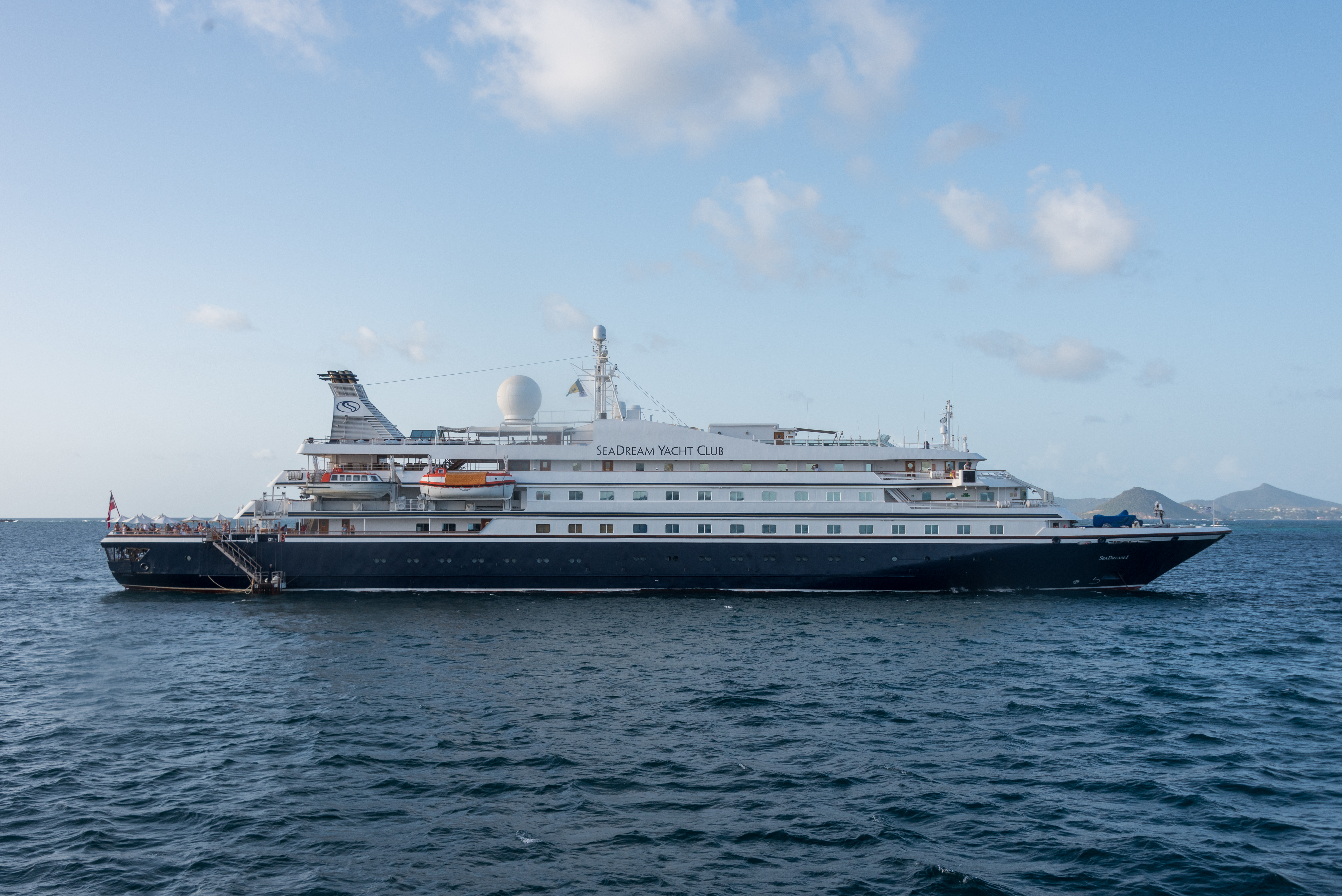
SeaDream I в 2017 році

11 листопада 2020 року уряд Барбадосу отримав запит про допомогу від круїзного судна SeaDream I із повідомленнями про підозру на випадок COVID-19 на борту. Пізніше було підтверджено, що в 6 пасажирів на борту SeaDream I виявлено COVID-19. Пізніше на борту судна було зареєстровано ще один випадок хвороби.
15 листопада 2020 року повідомлено, що ще в одного член екіпажу також підтверджено позитивний результат тестування на коронавірус.
17 листопада 2020 року повідомлено, що в 7 пасажирів та 2 членів екіпажу на борту корабля SeaDream 1 підтверджено позитивний результат тестування на COVID-19. Компанія «SeaDream» скасувала всі круїзні рейси до кінця 2020 року, що ще діяли після початку пандемії.

### MS Asuka II
30 квітня 2021 року, під час переходу з порту Йокогама до північної Японії, в одного з пасажирів на борту круїзного судна MS Asuka II підтверджено позитивний результат на COVID-19. Після цього пасажирів висадили з судна, а хворий перебував в ізоляції в салоні, та перебував у стабільному стані.

## Судна без підтверджених випадків на борту

### Судна з випадками підозри на коронавірусну хворобу
- Costa Diadema: 24 березня 2020 року судно пришвартувалося у кіпрському порту Лімасол, де члена екіпажу, в якого запідозрили коронавірусну хворобу, доставили до лікарні. Повідомлено, що ще кілька членів екіпажу захворіли. Судно Costa Diadema пливло з Дубая до італійського міста Савона без пасажирів.[374]
- Golden Princess: за словами місцевих чиновників охорони здоров'я, щонайменше 3 пасажирів лікар корабля помістив на карантин. Станом на 18 березня 2020 року корабель прямував до Мельбурна.[375] Станом на 1 квітня 2020 року він був пришвартований у Мельбурні.[75]
- Mahabaahu: Кілька пасажирів і членів екіпажу помістили на карантин після того, як пасажир із США, який подорожував на кораблі по річці Брахмапутра в індійському штаті Ассам, отримав позитивний результат тесту на коронавірус в Бутані.[376][377]
- Marella Dream : 28 березня 2020 року повідомлено, що член екіпажу круїзного корабля MS Marella Dream помер 27 березня із симптомами, схожими на симптоми коронавірусної хвороби.[378] Цим членом екіпажу був 48-річний громадянин Індонезії.[379] Прес-секретар власника корабля компанії «TUI Group» заявив, що «[у] члена екіпажу були серйозні проблеми зі здоров'ям, і в нього не було позитивного тесту на коронавірус, і на борту корабля немає випадків коронавірусної хвороби», з чого можна було б зробити висновок, що він або не проходив тестування[комент. 54][380][381], або що він помер від незареєстрованого випадку коронавірусної хвороби.[382] Marella Dream тиждень часу стояв на якорі поблизу Гібралтару, коли незадовго до заходу сонця 26 березня екіпаж попросив дозволу висадити хворого члена екіпажу для лікування. Вирішено було перевезти члена екіпажу в світлий час доби, близько 07:30 наступного ранку, але стан члена екіпажу погіршав протягом ночі, і він помер о 04:47. Згодом чиновники охорони здоров'я відмовили у дозволі на висадку тіла, і уряд попросив судно покинути територіальні води Британського Гібралтару.[378][383] Речник уряду Гібралтару заявив, що будь-яке розслідування смерті члена екіпажу є відповідальністю Мальти — держави, під прапором якої плаває корабель.[378] На момент смерті члена екіпажу на борту було 560 членів екіпажу і жодного пасажира.[378] Marella Dream пришвартувалась у порту Малаги 28 березня, щоб висадити померлого члена екіпажу.[379]

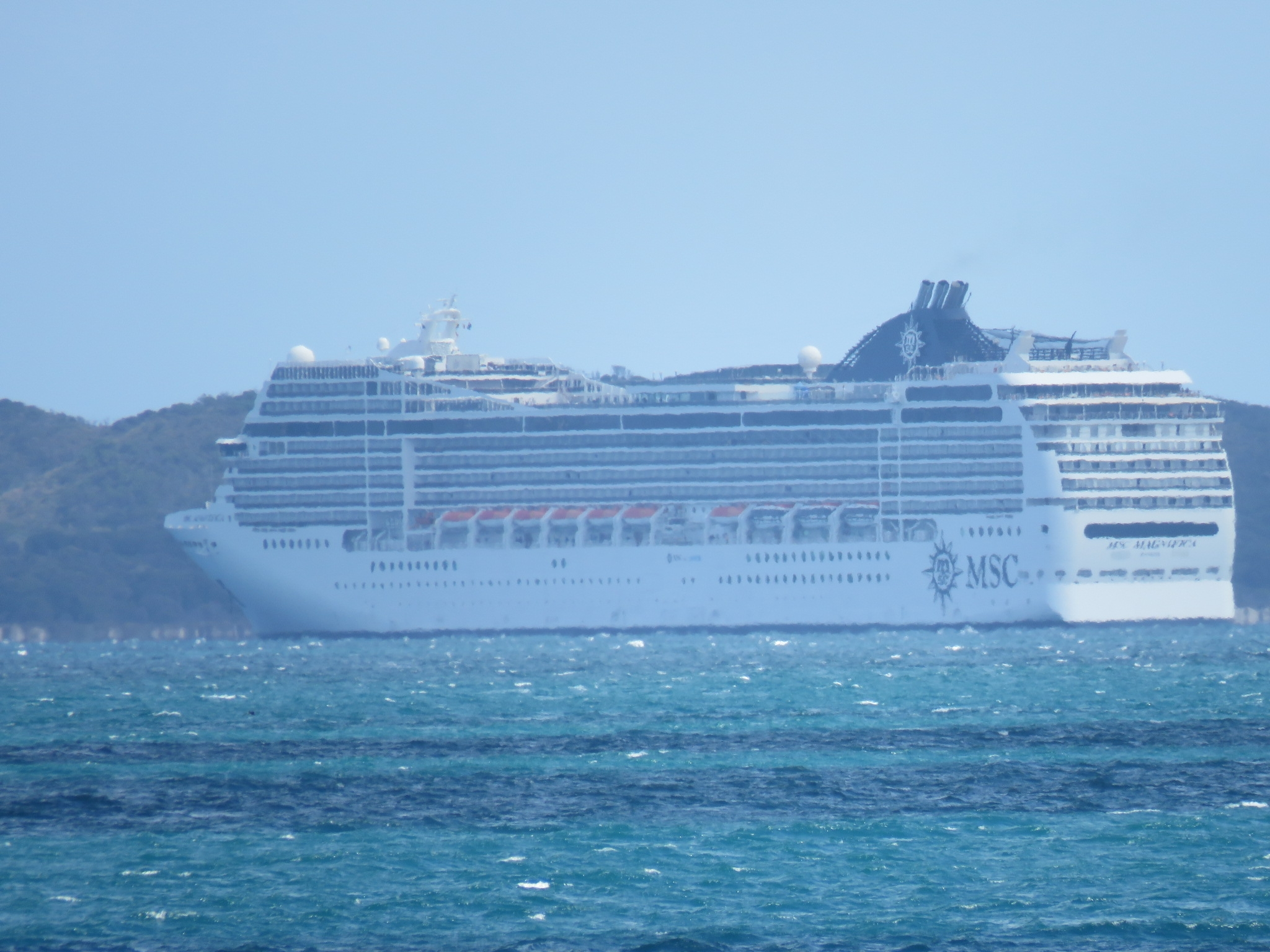
MSC Magnifica став на якір біля берегів Західної Австралії

- MSC Magnifica став на якір біля берегів Західної Австралії MSC Magnifica : Прем'єр-міністр Західної Австралії Марк Макгоуен заявив, що на борту було 250 випадків підозри на коронавірусну хворобу, тоді як круїзна компанія «MSC Cruises» стверджувала, що на борту всі були здорові.[384][5] Пізніше було зроблено припущення, що це було результатом непорозуміння, оскільки перед цим 250 пасажирів відвідали медичний кабінет за останні два тижні, до 23 березня 2020 року з різних причин, зокрема для отримання знеболюючих та перев'язувальних засобів, у час, коли судно прямувало до австралійського Фрімантл, щоб висадити хворих для надання медичної допомоги та ізоляції.[385][384] Перед тим, як дістатися до Фрімантла, з корабля Magnifica зуміли висадити кілька сотень пасажирів у Сіднеї та Мельбурні згідно суворих карантинних заходів, але круїзному судну було відмовлено у заході в порти Західної Австралії.[386][385] Згодом кораблю було відмовлено у заході в Дубай, і він все ще перебував у районі Перта 25 березня.[387] Зрештою судно відпливло до Шрі-Ланки, де 6 квітня корабель зробив технічну зупинку в Коломбо.[385] Тут 75-річній пасажирці з Німеччини, яка мала проблеми з серцем та потребувала невідкладної допомоги, і шріланкійському кухарю дозволили висадитися.[388] За короткий час німкеня померла.[385] 20 квітня 2020 року MSC Magnifica пришвартувався у французькому порту Марсель, висадивши всіх своїх пасажирів, та завершивши круїз. Круїзна компанія «MSC Cruises» заявила, що в жодного пасажира і в жодного члена екіпажу не було симптомів коронавірусної хвороби.[389]
- Norwegian Gem у 2008 році Norwegian Gem:

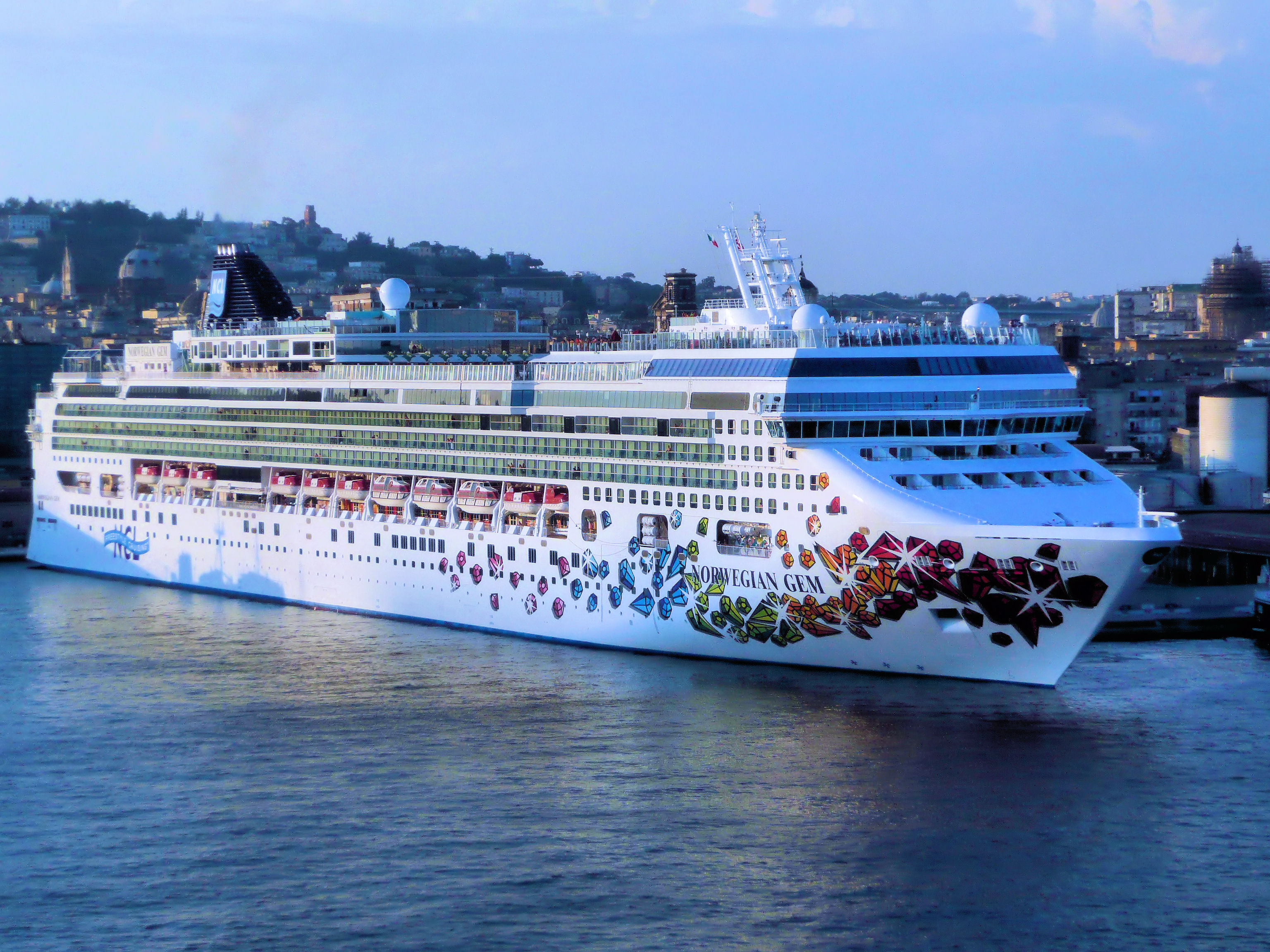
Norwegian Gem у 2008 році

  - 13 квітня 2020 року на борту круїзного судна Norwegian Gem помер 56-річний член екіпажу з Філіппін.[390] Цей член екіпажу лікувався від пневмонії та аритмії з тахікардією.[391] Компанія «Norwegian Cruise Line» стверджувала, що не вірить тому, що він був інфікований коронавірусом, але, схоже, не запропонувала жодних пояснень щодо того, чому не було проведено розтин, або чому хворому не провели тестування на коронавірус.[390] Тіло цього члена екіпажу вивантажили з корабля в Маямі особи в захисних костюмах.[391]
  - 23 квітня круїзна компанія надіслала листа членам екіпажу, які знаходились на борту корабля, в якому було сказано, що ще в одного члена екіпажу, який перебував на круїзному судні з 31 березня 2020 року по 14 квітня, підтверджено позитивний результат тестування на коронавірус. Показово, що цей лист не був надісланий членам екіпажу, які більше не перебували на кораблі.[392][комент. 55]
  - Уранці 30 квітня старшого лікаря Norwegian Gem знайшли мертвим у своїй каюті. Круїзна компанія стверджувала, що він помер від серцевого нападу уві сні, хоча члени екіпажу заявили, що він лікувався від пневмонії, та не проходив тестування на коронавірус.[390] Крім того, за словами членів екіпажу, медсестра, яка тісно співпрацювала з лікарем, отримала позитивний результат тестування на коронавірус після того, як її зняли з корабля.[391][390] Серед членів екіпажу виникло занепокоєння, що круїзна компанія приховувала докази присутності коронавірусу на борту корабля, що може стати проблемою, якщо компанія втілить у життя плани об'єднання екіпажів з різних кораблів, перш ніж відправити їх додому.[390]

### Не зареєстровано підозр на коронавірусну хворобу
- AIDAaura : Німецький круїзний лайнер AIDAaura з близько 1200 осіб на борту пришвартувався 3 березня 2020 року в гавані Гаугесунн в Норвегії, на його борту знаходились 2 пасажири з Німеччини без симптомів хвороби, які контактували з особою, яка згодом захворіла на COVID-19. Цим пасажирам провели тестування на коронавірус, і результати тестування були негативними.[393][394]
- AIDAblu : 18 травня 2020 року член екіпажу круїзного судна AIDAblu з Філіппін був знайдений мертвим у своїй каюті. Він працював у корабельному камбузі. У той час корабель був пришвартований у Гамбурзі. Ніхто не підозрював, що член екіпажу помер від COVID-19.[395] Протягом попереднього тижня 188 членів екіпажу корабля були успішно репатріовані з Німеччини на Філіппіни, хоча незрозуміло, чому серед них не було померлого.[396][397] Крім того, багато співробітників компанії «AIDA Cruises» похвалили компанію за їхню прозорість і чесність з початку пандемії, а також турботу, яку їхні менеджери виявляли щодо психічного здоров'я працівників компанії.[395]
- AIDAmira: У середині березня 6 пасажирів на кораблі були ізольовані після польоту на літаку з моряком, у якого пізніше було підтверджено позитивний тест на коронавірус. Понад 1700 осіб опинилися в скрутній ситуації на судні AIDAmira, яке пришвартувалося в південноафриканському порту Кейптаун в очікуванні результатів тестувань.[398] До 19 березня 2020 року всі тести виявилися негативними, і пасажирам дозволили висадку.[399]
- Anthem of the Seas: 7 лютого 2020 судно помістили на карантин, оскільки пасажир із рейсу від 27 січня 2020 року перебував у материковому Китаї. 8 лютого 2020 року Центри з контролю та профілактики захворювань у США повідомили, що тест у цього пасажира негативний, і судно було дозволено відпливти 10 лютого 2020 року. Усі 5 тисяч пасажирів, які мали відплисти 7 лютого, повинні були знайти самостійно місце для проживання, та в кінцевому підсумку відпливли на Бермудські острови на 4 днів замість Багамських островів на 8 днів.[400]
- Carnival Breeze : 9 травня 2020 року повідомлено, що 29-річний член екіпажу Carnival Breeze з Угорщини був знайдений мертвим у своїй каюті, попередньою причиною смерті визнано самогубство. Він був помічником керівника екскурсій по берегову, і востаннє його бачили з кимось 6 травня. Один із членів екіпажу повідомив, що угорець знаходився у депресії через тривалі періоди ізоляції на борту корабля, тоді як інші були шоковані, оскільки цей член екіпажу здавався нормальним.[401] У той час судно перетинало Атлантичний океан, прямуючи до англійського порту Саутгемптон, щоб репатріювати своїх європейських членів екіпажу.[402][401]
- Carnival Panorama : 7 березня 2020 року Центри контролю та профілактики захворювань зупинили пасажирів, які висаджувалися з круїзного лайнера Carnival Panorama, який був пришвартований до круїзного терміналу Лонг-Біч у Каліфорнії, після повідомлення про хвору жінку на борту корабля.[403] Хвору пасажирку доставили до лікарні для тестування, а всіх пасажирів утримували на борту судна в очікуванні результатів тесту.[404][405] Пізно увечері повідомили, що тест був негативним, і висадка пасажирів дозволена на наступний ранок.[403] Круїзний лайнер повертався з рейсу до Мексики із запланованими зупинками в Кабо-Сан-Лукасі, Масатлані і Пуерто-Вальярта, які також були запланованими для іншого круїзного лайнера Grand Princess у рейсі протягом попереднього місяця.[406][407][403]

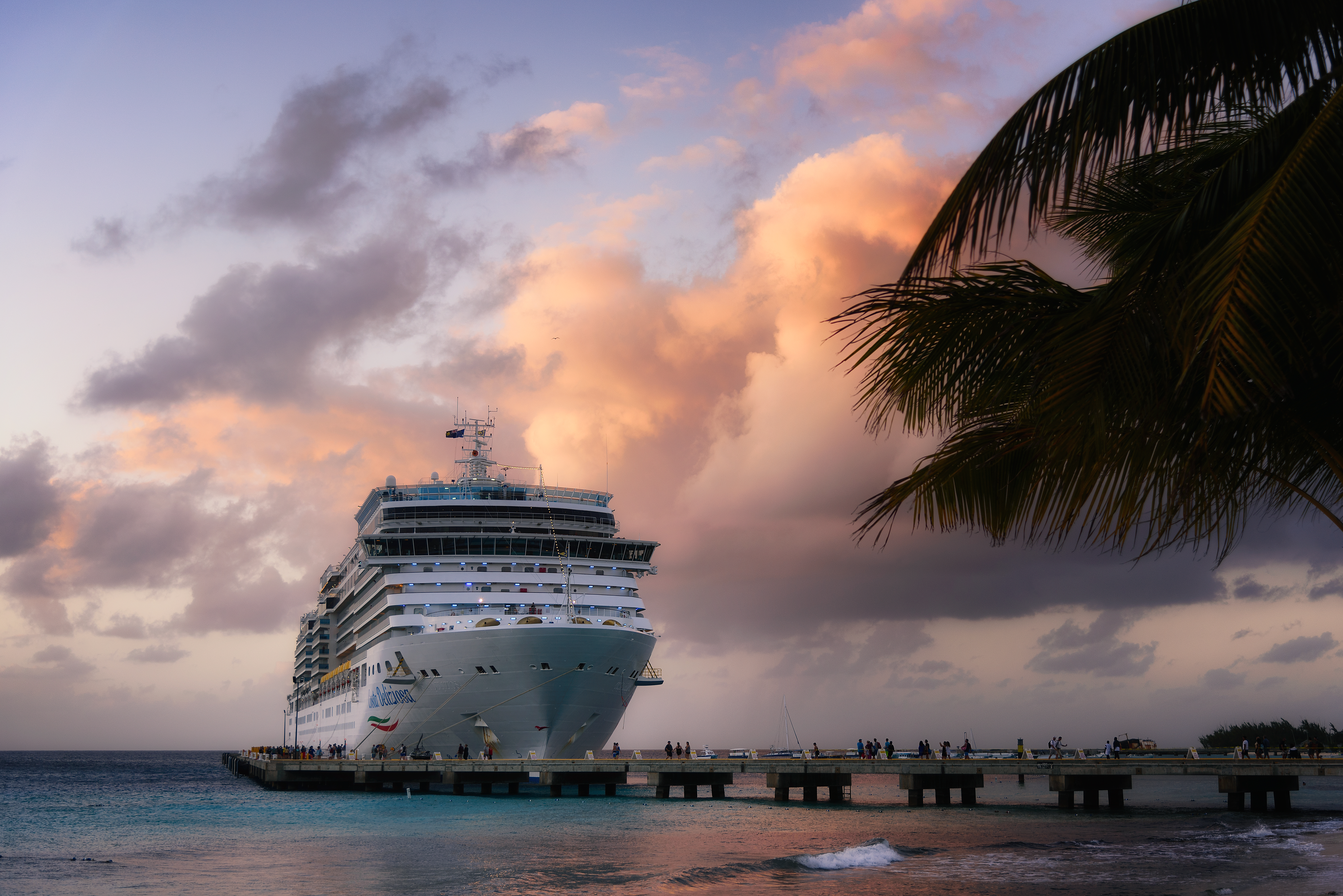
Costa Deliziosa у 2018 році

- Costa Deliziosa у 2018 році Costa Deliziosa: на цьому кораблі знаходились 1830 пасажирів і 899 членів екіпажу, а на початку квітня він здійснив технічний рейс до столиці Оману Маската за їжею та пальним. Компанія шукала порт, де б дозволили висадитися всім пасажирам судна.[5] Нарешті 18 квітня повідомлено, що, хоча французька влада відхилила їх запит на захід у порти, частина пасажирів висадиться в Барселоні, а решта пасажирів у Генуї протягом цього тижня.[408][409] На той час влада не повідомляла про випадки захворювання на COVID-19.[410] 20 квітня 2020 року корабель пришвартувався в порту Барселони, як і планувалося, висадивши частину пасажирів, у тому числі 168 громадян Іспанії.[409] Потім корабель вирушив до Генуї з 1519 пасажирами та 898 членами екіпажу на борту[комент. 56], де він причалив 22 квітня 2020 року.[комент. 57][409][412][411] Це круїзне судно стало передостаннім з круїзних лайнерів, яке зуміло висадити своїх пасажирів під час пандемії коронавірусної хвороби, останнім із цих суден стала Artania, яка висадила своїх пасажирів у той час, коли Costa Deliziosa вже стояв у порту приписки.[413][411]
- Costa Fortuna : 6 березня 2020 року італійський круїзний лайнер Costa Fortuna спробував пришвартуватися у таїландському порту Пхукет, але місцеві чиновники відмовили йому в заході в порт, оскільки він перевозив пасажирів, які покинули Італію протягом останніх 2 тижнів. 7 березня судно спробувало причалити в Пінангу на півночі Малайзії, але йому було відмовлено відповідно до повної заборони заходу в порти країни круїзних суден.[414] Судно пришвартувалося в Сінгапурі 10 березня, і пасажири висадилися на берег, причому частина автобусів доставили їх безпосередньо до аеропорту. Підтверджених випадків COVID-19 на борту корабля не було.[415]
- Costa neoRomantica : 26 березня 2020 року судно, яке раніше перебували на карантині японському порту Нагасакі, без пасажирів стало на якір на рейді російського порту Владивосток, щоб поповнити запаси води, палива та їжі. Проте судну було відмовлено у заході в порт, оскільки російські санітарні чиновники запровадили для порту 14-денний карантин. Випадків COVID-19 на борту не зафіксовано.[416][417]
- Costa Serena : 24 січня 2020 року з'явились на наявність SARS-CoV-2 у 15 пасажирів на борту круїзного судна Costa Serena. 25 січня корабель прибув до місця призначення — китайського порту Тяньцзінь. Представники карантинної служби піднялися на борт корабля, щоб перевірити всіх пасажирів і членів екіпажу, і виявили 17 людей з гарячкою. Пізніше того ж дня всі тести показали негативний результат, і всім тим, хто знаходився на борту корабля, наказали висадитися, виміряти температуру, і сфотографувати термометр як додатковий запобіжний захід.[418]
- Costa Smeralda : у січні 2020 року круїзний лайнер Costa Smeralda та 6 тисяч його пасажирів помістили на карантин в італійському порту Чивітавекк'я неподалік Рима після виявлення двох підозр на коронавірусну хворобу.[419] Прес-секретар круїзної компанії Costa Cruises повідомив, що у 54-річної жінки на борту корабля була гарячка, і що їй та її чоловіку провели тестування на коронавірус. Після тесту виявилось, що вони не інфіковані, тому пасажирів відпустили на берег наступного дня.[420]
- Emerald Princess : дані за травень 2020 року вказували на те, що на цьому судні[421], яке станом на 9 травня 2020 року було пришвартоване у Флориді, не було підтверджених випадків COVID-19. Кількома днями раніше йому було відмовлено у дозволі на захід у порт Нассау, хоча на той час на його борту перебували лише членів екіпажу.[422] Пасажирам було дозволено висадитися раніше. 9 травня 123 канадським та американським членам екіпажу[423] було дозволено висадитися в порту Еверглейдс, а інші члени екіпажу залишилися на борту.[421]
- Europa: корабель був пришвартований у мексиканському порту Пуерто-Вальярта. 25 березня уряд Мексики повідомив, що впускатиме круїзні лайнери «з гуманітарних міркувань», але пасажири будуть індивідуально «дезинфіковані» перед тим, як доставити їх безпосередньо в аеропорти для повернення в рідні країни. Цей захід поширюватиметься як на Europa, так і на інші кораблі в мексиканських територіальних водах.[424]
- Grandeur of the Seas : 12 березня 2020 року круїзному кораблю Grandeur of the Seas було відмовлено у запиті на захід до морського терміналу Остіна «Бейб» Монсанто на Американських Віргінських Островах, оскільки член екіпажу побував протягом попередніх 2 тижнів в Японії, хоча й підтверджених випадків коронавірусної хвороби на борту не було.[425][426] Проте кораблю все ж дозволили зайти в термінал, щоб висадити важкохворого пасажира до лікарні для лікування.[425]
- Jewel of the Seas :
  - 11 березня 2020 року в 2 пасажирів на борту круїзного судна Jewel of the Seas виявлено гостре респіраторне захворювання у час, коли судно було пришвартовано до круїзного терміналу в Дубаї.[комент. 58][427][428] Однак, оскільки багато портів почали закриватися, Jewel of the Seas залишився в Дубаї на час круїзу, і круїзна компанія «Royal Caribbean» повернула пасажирам повне відшкодування та дозволила їм використовувати корабель як готель.[429][428]
  - 29 квітня 2020 року 27-річний польський електрик з екіпажу корабля стрибнув за борт з 12 палуби, коли корабель стояв на якорі поблизу грецького острова Корфу.[430][431][432][433] Його відсутність виявили лише через два дні. Грецька берегова охорона провела велику пошукову операцію, але вона не увінчалася успіхом.[430]
- Maasdam : 19 березня 2020 року круїзному кораблю Maasdam круїзної компанії «Holland America Line» з 842 пасажирами і 542 членами екіпажу не дозволили зайти в порт Гонолулу.[434]
- Marco Polo : влада Кенії проводила тестування пасажирів круїзного лайнера Marco Polo на коронавірус, коли 13 лютого 2020 року корабель пришвартувався в Момбасі.[435]
- Mariner of the Seas : 10 травня 2020 року на борту корабля Mariner of the Seas був знайдений мертвим член екіпажу з Китаю.[436] Корабель належить круїзній компанії «Royal Caribbean Cruises», яка, за даними видання «Miami Herald», відмовилася репатріювати багатьох членів екіпажу через пов'язані з цим витрати, при цьому багато членів екіпажу застосовували відчайдушних заходів, зокрема й голодування, що могло призвести до цієї смерті.[437][438]
- MSC Meraviglia : 26 лютого мексиканська влада надала дозвіл круїзному судну MSC Meraviglia, зареєстрованому на Мальті, на захід в порт на Косумелі в штаті Кінтана-Роо, оскільки на кораблі знаходився пасажир, який імовірно був інфікований коронавірусом. Раніше судну було відмовлено в заході в порти Ямайки та Кайманових островів.[439] На кораблі було виявлено лише 2 випадки звичайного сезонного грипу.[440]
- Norwegian Jewel : 17 березня 2020 року круїзний лайнер сів на мілину посеред Тихого океану після того, як йому було відмовлено у заході в порти Папеете у Французькій Полінезії і Лаутоки на Фіджі через побоювання про можливе інфікування осіб на борту корабля.[375] 19 березня 1700 пасажирів не змогли висадитися в Гонолулу на Гавайських островах.[434] 23 березня пасажирам дозволили висадитися в Гонолулу, оскільки у корабля виявлено несправності. Пасажири мали змогу сісти на чартерні рейси, щоб повернутися додому. Підтверджених випадків COVID-19 на борту корабля не виявлено.[441] Станом на 27 березня 2020 року на кораблі залишалося приблизно 1000 членів екіпажу.[442] 10 квітня 47 членів екіпажу з Філіппін прибули до Маніли.[443]
- Pacific Princess : Хоча на борту корабля не було підтверджених випадків хвороби, судну відмовлено в заході в багатьох портах, включаючи Балі, Сінгапур, Пхукет в Таїланді, і Шрі-Ланку. Станом на 20 березня 2020 року корабель прямував до австралійського порту Фрімантл без планів щодо майбутньої стоянки.[375] Більшості пасажирів дозволили висадитися в Австралії 21 березня; 4 пасажирам було дозволено висадитися в Гонолулу 13 квітня 2020 року.[444] Останні пасажири, що залишилися на борту, висадилися 20 квітня після повернення корабля до Лос-Анджелеса.[445]
- Regal Princess:
  - 7 березня 2020 року двом членам екіпажу судна Regal Princess провели тестування на коронавірус, у зв'язку з чим дозвіл на захід корабля в Порт-Еверглейдс у Форт-Лодердейлі на Флориді був відкладений приблизно на добу в очікуванні результатів тестування. Тести були негативними, а респіраторних скарг у екіпажу не було, тому судну дозволили пришвартуватися.
  - 10 травня 2020 року 39-річна українка — член екіпажу Regal Princess, загинула після того, як випала за борт з корабля, коли він був пришвартований у порту Роттердама.[446] Одне з джерел повідомило, що вона покінчила життя самогубством, а до цього її планували репатріювати чартерним рейсом, який згодом був скасований.[447] Повідомляється, що вона була збентежена, і востаннє її бачили на борту корабля, коли вона плакала.[446][438]
- Royal Princess : оскільки член екіпажу Grand Princess перейшов на Royal Princess 15 днів тому днями раніше, Центри з контролю та профілактики захворювань 8 березня 2020 року видали розпорядження про заборону виходу з порту корабля Royal Princess, що спонукало компанію «Princess Cruises» скасувати семиденний круїз корабля до Мексики перед виходом з Лос-Анджелеса.[407][448][449]
- Scarlet Lady : 22 травня 2020 року видання «Cruise Law News» повідомило, що член екіпажу круїзного судна Scarlet Lady з Філіппін був знайдений мертвим у своїй каюті. Колеги померлого вважали, що він міг покінчити життя самогубством, а берегова охорона США заявила, що 32-річний чоловік помер від «очевидного самоушкодження».[450][451] Цей член екіпажу працював у службі обслуговування готельного комплексу корабля. У той час корабель знаходився біля узбережжя Флориди і пізніше того ж дня прибув до порту Маямі, де поліція піднялася на судно для проведення розслідування, а тіло перевезли на берег.[450][451] Scarlet Lady є першим кораблем компанії «Virgin Voyages», і компанія напередодні повідомила, що його перший рейс буде перенесено на 16 жовтня 2020 року.[комент. 59][453][454] Речник «Virgin Voyages» заявив, що член екіпажу не очікував репатріації.[451]
- Vasco da Gama :
  - Наприкінці березня 2020 року круїзне судно пришвартувалося у Фрімантлі. Майже 100 пасажирів з Нової Зеландії відбули з Перта 29 березня, і прибули в Окленд 30 березня. Станом на 31 березня близько 200 пасажирів із Західної Австралії мали бути переправлені на острів Роттнест, який перетворили на карантинну зону. Ще 600 австралійців мали перебувати в готелях Перта протягом 14 днів карантину.[89]
  - 19 травня член екіпажу круїзного судна Vasco da Gama з Індонезії випав з 12 палуби корабля під час перебування судна в головному порту Лондона Тілбері, та впав на вантажний контейнер, який був розміщений на доку поруч із судном.[455] Одне джерело повідомило, що він помер після падіння, а інше повідомило, що він отримав серйозні поранення, але підтвердження його смерті не було, а третє джерело повідомило, що він перебуває на лікуванні в лікарні.[456][455][457] Цей член екіпажу працював комірником у зоні забезпечення корабля.[456] Корабель був пришвартований у порту Тілбері з 1 травня після репатріації пасажирів до Австралії.[455] Члени екіпажу скаржилися, що їм не заплатили, і розчаровані роботою на компанію «Cruise & Maritime Voyages».[комент. 60][456][455]

## Обмеження заходу суден в порти та канали
4 лютого 2020 року круїзному судну World Dream було заборонено захід у порти Тайваню. 14 березня круїзному судну Zaandam було заборонено захід у порти Чилі, пізніше був затриманий прохід судна через Панамський канал, а надалі корабель був змушений домовлятися щодо висадки пасажирів в порту США Порт-Еверглейдс.
- Австралія:
  - Австралія з 15 березня 2020 року заборонила захід у свої порти круїзних суден, які прибувають із іноземних портів, а 27 березня наказала всім судам під іноземним прапором покинути країну. Проте 2700 пасажирів, що 19 березня зійшли на берег у Сіднеї з австралійського судна Ruby Princess, спричинили понад 10 % усіх випадків COVID-19 у цій країні до 10 квітня, і деякі оператори круїзних суден оскаржили це розпорядження уряду Австралії в суді.[458]
  - 20 травня 2020 року міністр охорони здоров'я Австралії продовжив заборону на прибуття круїзних суден з іноземних портів ще на три місяці, до 17 вересня 2020 року.[459]
- Канада:
  - З 13 березня по 1 липня 2020 року Канада заборонила рух територіальними водами країни всіх кораблів, що перевозили понад 500 осіб.[460]
  - 29 травня 2020 року міністр транспорту оновив обмеження, оголосивши, що «[круїзні] судна з ночівлею, які можуть перевозити понад 100 осіб» не зможуть знаходитись у територіальних водах Канади до 31 жовтня 2020 року.[461] Пізніше це обмеження продовжено до 28 лютого 2022 року.[462]
- Нова Зеландія: Нова Зеландія заборонила всім круїзним судам захід в територіальні води країни з 14 березня 2020 року до 30 червня, а суднам, які вже перебували в територіальних водах Нової Зеландії, дозволено завершити свій рейс згідно маршруту.[463][56]
- Сейшельські острови: уряд Сейшельських островів призупинив усі дозволи на захід круїзних суден у свої територіальні води аж до 2022 року.[464]
- Сінгапур: 13 березня 2020 року Сінгапур заборонив захід всіх круїзних суден у свої територіальні води.[465]
- Сполучені Штати Америки: Берегова охорона США заявила, що судна під іноземним прапором, що перевозять понад 50 пасажирів, не повинні причалювати у Флориді, Джорджії, Південній Кароліні та Пуерто-Рико з 29 березня 2020 року, та повинні готуватися до лікування будь-яких хворих пасажирів та членів екіпажу на борту, а також спробувати важкохворих пасажирів або членів екіпажу евакуювати на їх батьківщину для надання кваліфікованої медичної допомоги.[466]
  - Відповідно до закону про обслуговування пасажирських суден від 1886 року, лише судна, які були виготовлені в США, належать та задокументовані, можуть перевозити пасажирів між портами США. Діюча канадська заборона фактично забороняла прибережні круїзи суднам під іноземним прапором, зокрема, між Сіетлом і Аляскою (які повинні робити зупинку в канадському порту, зокрема, у Вікторії в Британській Колумбії, щоб дотримуватися норм закону). Закон про відновлення туризму на Алясці був запропонований конгресменом від Аляски Доном Янгом, щоб запровадити виняток для розв'язання цієї ситуації, і прийнятий у травні 2021 року. Цей виняток мав втратити чинність після 28 лютого 2022 року.[467][468][462]

## Урядові рекомендації щодо подорожей
- Німеччина: 4 березня 2020 року, після кількох зареєстрованих і підозрюваних спалахів хвороби на круїзних суднах, представник федерального уряду Німеччини заявив: «Федеральне міністерство закордонних справ включило у свої поради щодо поїздок інформацію про те, що існує підвищений ризик карантинних заходів на круїзних суднах».[393]
- Нова Зеландія: Нова Зеландія рекомендувала відмовитися від будь-яких нетермінових поїздок, у тому числі на круїзних суднах.[463]
- Велика Британія:
  - 12 березня 2020 року Міністерство закордонних справ і співдружності Великої Британії рекомендувало громадянам країни, які вже мали проблеми зі здоров'ям або старших 70 років, не подорожувати на круїзних суднах.[469]
  - 9 липня 2020 року міністерство закордонних справ і співдружності країни рекомендувало не подорожувати на круїзних суднах.[470]
- Сполучені Штати Америки: Центри з контролю та профілактики захворювань повідомили, що «спалахи COVID-19 на круїзних суднах несуть ризик швидкого поширення хвороби за межами судна» і що «потрібні агресивні зусилля для стримування поширення хвороби». Центри з контролю та профілактики захворювань рекомендували «пасажирам круїзних суден без симптомів хвороби або з легкими симптомами якомога швидше та безпечно висаджуватися в портах США», забороняючи використання «комерційних рейсів та громадського транспорту» та вимагаючи використання натомість «чартерного або приватного транспорту».[471] У звіті берегової охорони США від 4 квітня 2020 року зазначено, що «у портах і водах США або поблизу них є 114 круїзних суден, на яких знаходяться 93 тисячі осіб… Ще 41 круїзний лайнер з 41 тисячею осіб знаходяться неподалік територіальних вод США».[472]

## Пропозиція розробки міжнародних правил щодо спалахів інфекційних хвороб на борту круїзних суден
У зв'язку із затримкою дій після початку спалаху коронавірусної хвороби на борту судна Diamond Princess, і плутанину в діях після початку спалаху на борту судна Costa Atlantica Японія виділила близько 60 мільйонів єн на дослідження для розробки міжнародних правил для регулювання спалахів інфекційних захворювань на борту круїзних суден. Оскільки більшість країн відмовлялись від дозволу зайти в свої порти та дозволити стоянку кораблям із спалахами хвороби на борту, якщо вони плавають під прапором іншої країни, а юрисдикція судна може бути не зрозуміла, коли судно заходить до порту іншої країни, ніж тої, під прапором якої воно плаває, японський уряд вважав, що для вирішення таких питань слід розробити відповідні правила. Японський уряд сподівався, що ці правила будуть прийняті іншими країнами, а також міжнародними органами, зокрема Міжнародною морською організацією та Всесвітньою організацією охорони здоров'я.

## Призупинення роботи круїзних ліній
11 березня 2020 року компанія «Viking Cruises» призупинила роботу свого флоту з 79 суден до кінця квітня, та скасувала всі морські та річкові круїзи, після того, як у пасажира круїзу в Камбоджі підтверджено інфікування коронавірусом під час транзитної поїздки на літаку, після чого щонайменше 28 інших пасажирів вимушені були піти на карантин.
12 березня 2020 року компанія «Princess Cruises», власник уражених коронавірусом кораблів Diamond Princess і Grand Princess, також призупинила роботу всіх круїзних ліній на своєму флоті з 18 кораблів на 60 днів.
14 березня всі круїзні лінії призупинили вихід кораблів з портів США.
30 червня 2020 року компанія «Celestyal Cruises» повідомила, що вона самостійно продовжила призупинення роботи всіх круїзних ліній до 6 березня 2021 року.

## Висадка та репатріація екіпажу
Після висадки пасажирів багато круїзних лайнерів залишалися в доку або в морі поблизу портів, а члени екіпажу продовжували знаходитися на борту, в деяких випадках без оплати, хоча з безкоштовним проживанням і харчуванням. Члени екіпажу, як правило, є громадянами багатьох різних країн, і не тільки тих, де судно зареєстровано, базується або тимчасово зупинилося. З огляду на пов'язані з пандемією коронавірусної хвороби обмеження на поїздки, та занепокоєння щодо спалахів на борту суден, члени екіпажу не могли просто висадитися й поїхати додому. У деяких випадках для перевезення членів екіпажу безпосередньо в країни походження використовувалися самі круїзні кораблі. Згідно даних видання «Miami Herald», круїзна компанія «Royal Caribbean» розпочала перевезення своїх працівників повільніше, ніж інші компанії; і за цей час 2 членів екіпажу круїзних кораблів загинули після стрибка за борт, а деякі члени екіпажу корабля Navigator of the Seas оголосили голодування, вимагаючи надати можливість висадки з борту корабля. Уряд Гренади скаржився, що круїзні компанії, які пообіцяли платити за карантин на березі, не зробили цього, і висловив стурбованість тим, що членів екіпажу випустили на Гаїті на берег з кораблів «Royal Caribbean» без проведення тестування або дотримання карантину.

### Підозри на вчинення самогубства або спроби самогубства
| § | Дата       | Корабель            | Власник                                                 | Примітки | Посилання                               |
| - | ---------- | ------------------- | ------------------------------------------------------- | -------- | --------------------------------------- |
| § | 2020.04.29 | Jewel of the Seas   | Royal Caribbean Cruises (Royal Caribbean International) |          | [ 430 ] [ 431 ] [ 483 ] [ 484 ] [ 485 ] |
| § | 2020.05.09 | Carnival Breeze     | Carnival Corporation & plc (Carnival Cruise Line)       |          | [ 401 ] [ 486 ] [ 485 ]                 |
| § | 2020.05.10 | Regal Princess      | Carnival Corporation & plc (Princess Cruises)           |          | [ 446 ] [ 486 ] [ 485 ]                 |
| § | 2020.05.10 | Mariner of the Seas | Royal Caribbean Cruises (Royal Caribbean International) |          | [ 436 ] [ 487 ] [ 484 ] [ 485 ]         |
| § | 2020.05.18 | AIDAblu             | Carnival Corporation & plc (AIDA Cruises)               |          | [ 395 ] [ 486 ] [ 485 ]                 |
| § | 2020.05.19 | Vasco da Gama       | Cruise & Maritime Voyages                               |          | [ 455 ]                                 |
| § | 2020.05.22 | Scarlet Lady        | Virgin Voyages                                          |          | [ 450 ] [ 485 ]                         |
|   | 2020.06.09 | Harmony of the Seas | Royal Caribbean Cruises (Royal Caribbean International) |          | [ 485 ]                                 |

### Інциденти
- Majesty of the Seas : 15 травня 2020 року близько 400 членів екіпажу судна протестували у зв'язку з тим, що їх запланована дата репатріації була перенесена в п'ятий раз.[комент. 63][488] Члени екіпажу застрягли на борту корабля на той час щонайменше на 60 днів.[489][488] На одному плакаті, піднятому протестувальниками, було написано: «Скільки ще вам потрібно самогубств?!»[комент. 64], з посиланням на смерть польського інженера на борту Jewel of the Seas і китайського помічника офіціанта на борту Mariner of the Seas.[489] На іншому плакаті було написано: «Ви добре спите, М. Бейлі?!», посилаючись на генерального директора «Royal Caribbean International» Майкла Бейлі, який отримав близько 25 мільйонів доларів США як компенсацію за останні 4 роки, в той час як речник Центрів з контролю та профілактики захворювань заявив, що посадовці круїзної компанії скаржилися, що організація приватного транспорту для екіпажу «занадто дорога».[437][489]

## Контроль небезпеки
За даними Центрів з контролю та профілактики захворювань у США, належний контроль небезпеки для круїзних та інших комерційних суден включає відкладення поїздки на час хвороби, а також самоізоляцію та негайне інформування медичного центру на борту судна, якщо під час перебування на борту у людини з'являється гарячка або інші симптоми. В ідеалі медичне спостереження має відбуватися в каюті хворого, в якій він ізольований.
У новому регламенті, виданому Центрами з контролю та профілактики захворювань у США 6 квітня 2020 року, зазначено, що пасажири круїзних лайнерів не зможуть повертатися додому комерційними рейсами. Вони мали подорожувати лише «чартерними рейсами та приватним транспортом».

## Відновлення круїзних рейсів
- Норвезька круїзна компанія «Hurtigruten AS» була першою океанською круїзною лінією в світі, яка відновила круїзи, а корабель Otto Sverdrup відплив з Бергена до Кіркенеса 16 червня 2020 року.[353][354] Перший великий спалах коронавірусної хвороби на круїзному судні після відновлення круїзних рейсів також був на борту судна цієї круїзної компанії, при цьому станом на 1 серпня 2020 року 36 осіб, які перебували на борту судна Roald Amundsen, отримали позитивний результат тестування після пришвартування корабля в порту Тромсе.[164]
- Компанія «Compagnie du Ponant» відновила роботу круїзних рейсів 18 липня 2020 року круїзом для місцевих жителів по Французькій Полінезії.[364][492] Перший круїз компанії для закордонних туристів вирушив у рейс 30 липня, і був раптово зупинений 1 серпня, після того, як в одного з пасажирів на борту лайнера MS Paul Gauguin підтвердився позитивний результат тестування на коронавірус.[364]
- Компанія TUI Cruises відновила круїзні рейси 24 липня 2020 року рейсом корабля «Mein Schiff 2» з Гамбурга в триденну подорож по Північному морю без проміжних зупинок. На борту було близько 1200 пасажирів, хоча компанія встановила квоту в 1740 пасажирів, а місткість судна становила близько 2900 пасажирів, які повинні були заповнити анкету про свій стан здоров'я перед посадкою на корабель, і їм не дозволялося обслуговувати самостійно з фуршетного столу.[493] Ще один круїз на кораблі Mein Schiff 1 був скасований з причини, що екіпаж не вдалося зібрати вчасно через обмеження на поїздки у зв'язку з пандемією.[345][346] Пізніше «TUI Cruises» визнала, що це сталося через те, що в 5 членів екіпажу Mein Schiff 1 підтвердився позитивний результат тестування на коронавірус.[349]
- У листопаді 2020 року круїзний лайнер вирушив із Сінгапуру в триденну подорож до Малаккської протоки та назад, не роблячи проміжних зупинок.[494] 9 грудня повідомлено, що у 83-річного чоловіка на борту круїзного судна діагностовано COVID-19, що призвело до того, що цей «круїз у нікуди» припинився.[495] Після повторного тестування зразків біоматеріалу та взяття другого зразка випадок виявився хибнопозитивним.[496]
- 29 травня 2021 року Іспанія повідомила, що починаючи з 7 червня дозволить круїзним судам причалювати у своїх портах, сподіваючись врятувати сильно постраждалу туристичну індустрію, та враховуючи низький рівень захворюваності коронавірусною хворобою і високий рівень вакцинації проти COVID-19 серед туристів та в самій країні.[497]

## Фінансові наслідки
27 березня 2020 року акції круїзних компаній різко впали в ціні після того, як пакет допомоги вартістю 2 трильйони доларів США, прийнятий Конгресом США і підписаний президентом Дональдом Трампом, виключив компанії, які не «організовані» відповідно до законодавства США. Зокрема, «Carnival Corporation & plc» зареєстрована в Панамі, Англії та Уельсі; «Royal Caribbean International» зафрахтована в Ліберії, а «Norwegian Cruise Line Holdings» зареєстрована на Бермудських островах. Сенатор Шелдон Вайтгаус написав у твіттері: «Гігантські круїзні компанії об'єднують компанії з-за закордону, щоб ухилитися від податків США, реєструють закордонні судна, щоб уникнути податків і законів США, і забруднюють довкілля без компенсації. Чому ми повинні виручати їх?» Сенатор Джош Гоулі написав у твіттері, що круїзні компанії повинні реєструватися і платити податки в Сполучених Штатах, якщо вони очікують фінансової допомоги. Круїзні компанії, які базуються в США, і пасажирські судна, які належать американцям, все ще матимуть право на фінансову допомогу. З 1 січня по 31 березня 2020 року акції круїзної компанії «Carnival Cruise Line» впали на 75 %, а виплату дивідендів акціонерам було призупинено. 13 березня компанія закрила свою кредитну лінію на 3 мільярди доларів, а Moody's і S&P Global знизили борговий рейтинг круїзної компанії. 31 березня «Carnival Cruise Line» повідомила про плани випустити акції на суму 1,25 мільярда доларів США та банківські зобов'язання на суму 4,75 мільярда доларів, які мають бути погашені в 2023 році. Міжнародна асоціація круїзних ліній та торгова асоціація круїзних ліній стверджували, що круїзна галузь підтримує 400 тисяч робочих місць у США.
У доповіді федерального морського комісара США Луїса Е. Сола від 24 вересня 2020 року сказано, що Флорида втратила 3,2 мільярда доларів економічної активності та 49500 робочих місць у штаті, які платили 2,3 мільярда доларів заробітної плати, внаслідок призупинення круїзних рейсів після початку пандемії COVID-19.

## Середній вік пасажирів круїзних лайнерів
У звіті Міжнародної асоціації круїзних ліній за 2019 рік зазначено, що середній вік пасажирів круїзних лайнерів становив 46,9 року, тоді як найбільшою віковою групою була група 60–69 років (19 %), а потім 50–59 років (18 %). Дослідження 2001 року з вивчення епідеміології смертності пасажирів на двох круїзних лайнерах показало, що середній вік пасажирів круїзу становив 65 років. У ньому також зазначалося, що з квітня 1995 року по квітень 2001 року «в середньому реєструвалась одна смерть кожні 6 місяців на одному судні», у середньому 800 пасажирів на кожному судні.